# Felicia (botanica)
 Felicia  Cass., 1818 è un genere di piante angiosperme dicotiledoni della famiglia delle Asteraceae, sottofamiglia Asteroideae, tribù Astereae (Basal grade) e sottotribù Homochrominae.

## Etimologia
Il nome del genere, si presume, che sia stato dato in onore di Fortunato Bartolomeo de Felice, uno scienziato italo-svizzero.
Il nome scientifico del genere è stato definito dal botanico Alexandre Henri Gabriel de Cassini (1781-1832) nella pubblicazione " Bulletin des Sciences, par la Société Philomatique" ( Bull. Sci. Soc. Philom. Paris 1818: 165 ) del 1818.

## Descrizione

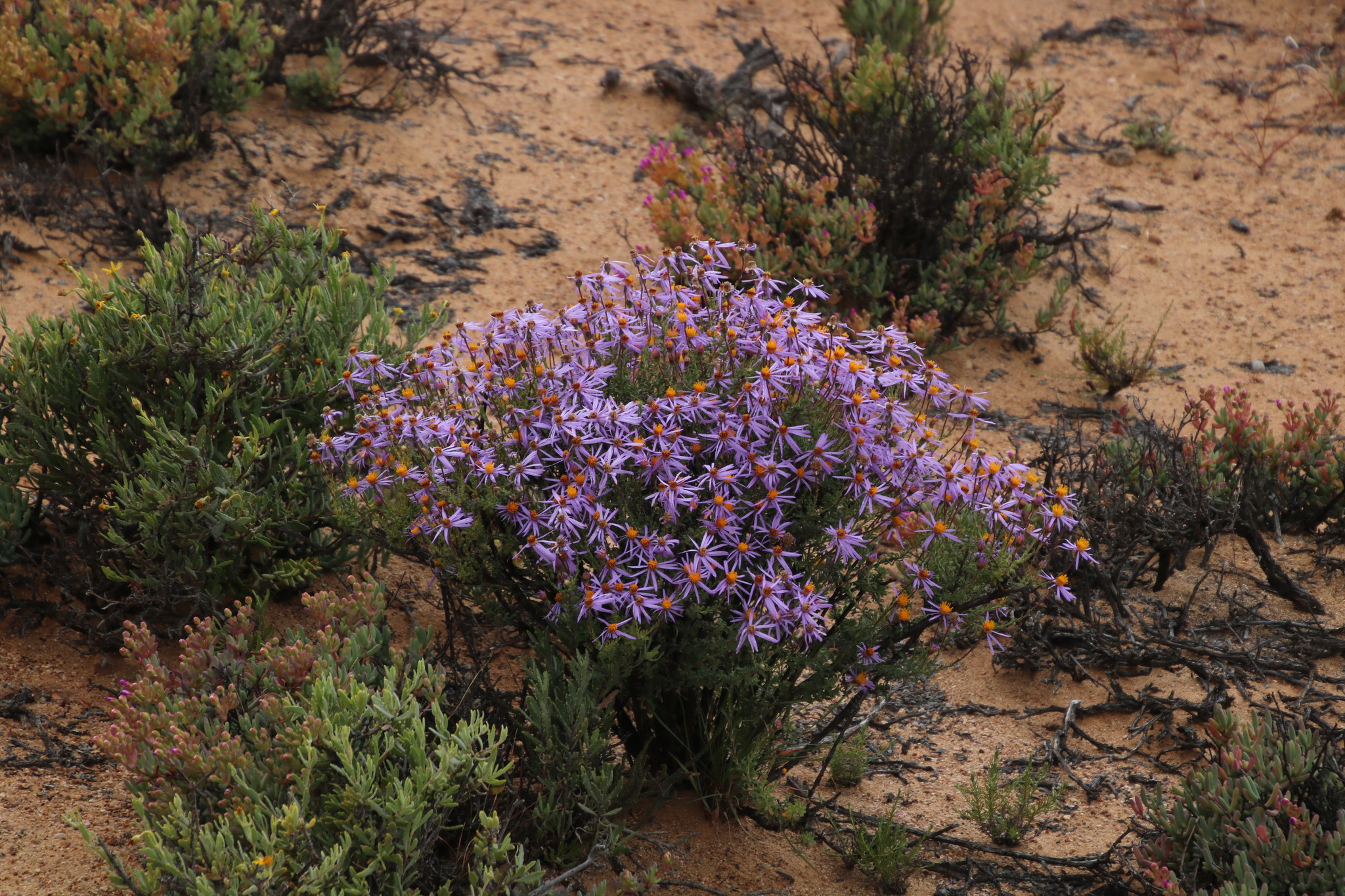
Il portamento
Felicia brevifolia

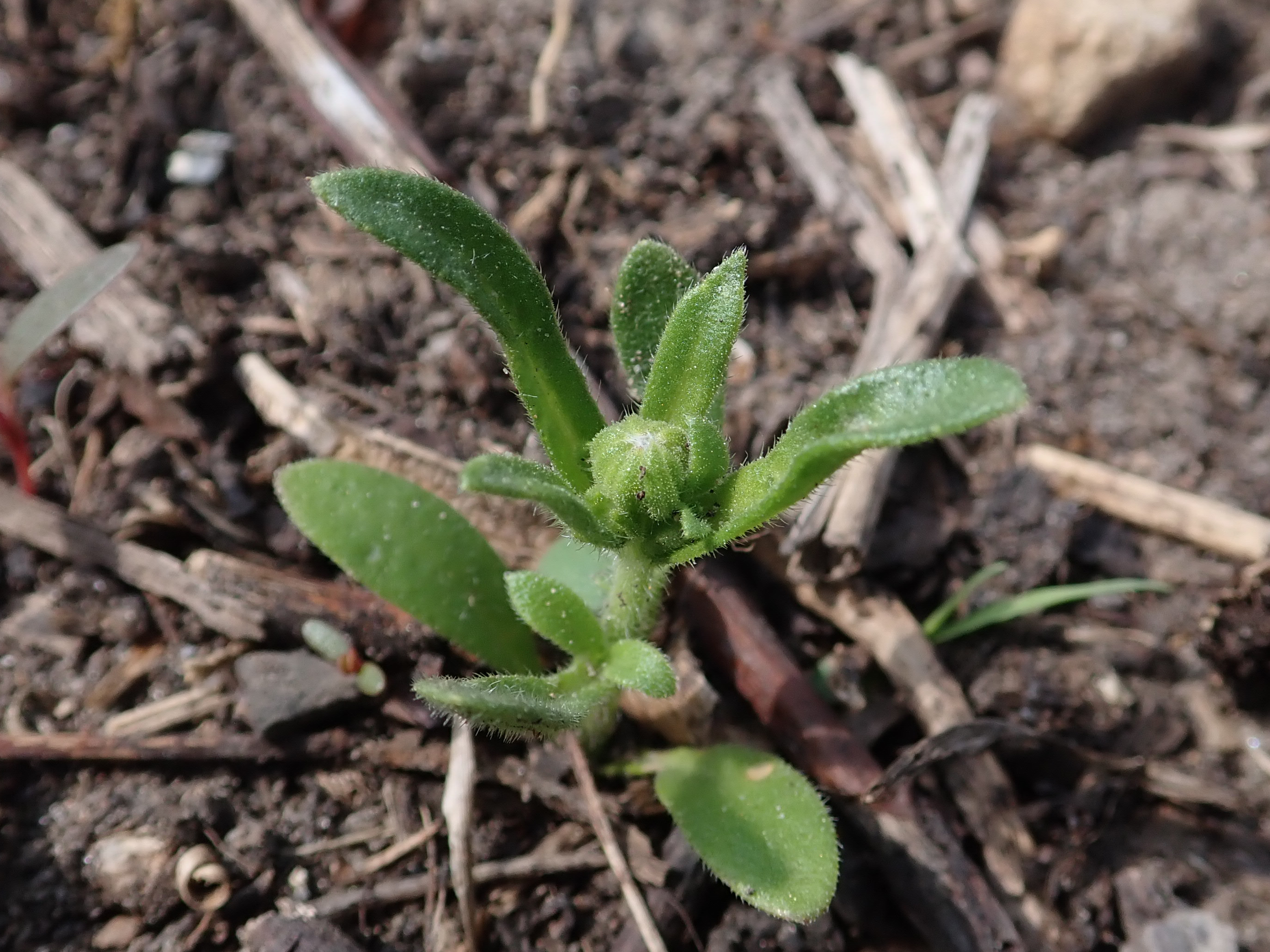
Le foglie
Felicia heterophylla

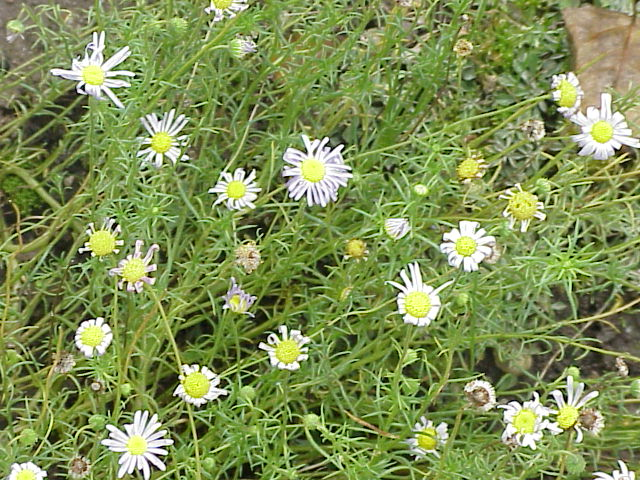
Infiorescenza
Felicia bergeriana

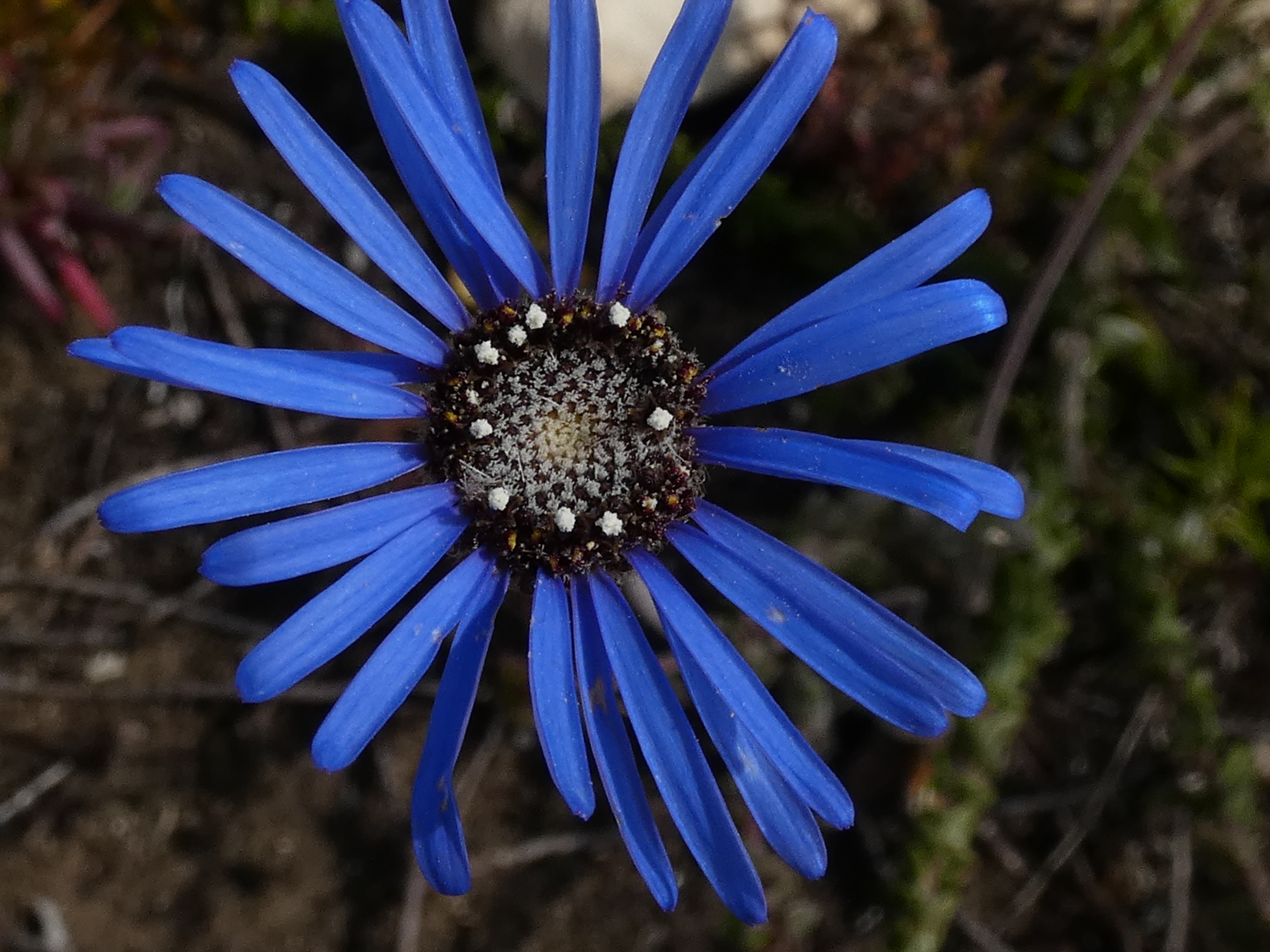
I fiori
Felicia amoena

Portamento. Le specie di questo genere sono delle erbe (a ciclo biologico annuale o perenne) o arbusti; spesso sono ericoidi. L'indumento può essere strigoso (pelosità volta in un unico verso), irsuto (peli ispidi) o villoso (peli lunghi e morbidi).
Fusto. La parte aerea in genere è eretta, semplice o ramosa. 
Foglie. Le foglie in genere sono disposte in modo alternato o opposto, picciolate (alate alla base) o sessili. La lamina è intera con forme da oblunghe a filiformi; i bordi sono continui. La consistenza può essere erbacea o coriacea.
Infiorescenza. Le sinflorescenze sono solitarie. Le infiorescenze vere e proprie sono composte da un capolino lungamente peduncolato di tipo radiato con fiori eterogami. I capolini sono formati da un involucro, con forme emisferiche, composto da diverse brattee, al cui interno un ricettacolo fa da base ai fiori di due tipi: fiori del raggio e fiori del disco. Le brattee, con forme da lineari a lanceolate, a consistenza erbacea e con bordi scariosi, sono disposte in modo più o meno embricato su 2 serie. Il ricettacolo in genere è nudo ossia senza pagliette a protezione della base dei fiori; la forma è piatta o da convessa a conica.
Fiori.  I fiori sono tetra-ciclici (formati cioè da 4 verticilli: calice – corolla – androceo – gineceo) e pentameri (calice e corolla formati da 5 elementi). Si distinguono in:
- fiori del raggio (esterni): sono femminili e sono disposti su una sola serie; la forma è ligulata (zigomorfa); raramente sono assenti;
- fiori del disco (centrali): sono più numerosi con forme strettamente tubulose (attinomorfe); sono ermafroditi o (raramente) funzionalmente maschili.

- Formula fiorale:

*/x K {\displaystyle \infty }, [C (5), A (5)], G 2 (infero), achenio
- Calice: i sepali del calice sono ridotti ad una coroncina di squame.

- Corolla: la forma della corolla alla base è più o meno imbutiforme, mentre all'apice è ligulata a 5 (raramente 3) denti (i fiori del raggio) o tubolare con 5 (raramente 4) lobi (i fiori del disco); i lobi, patenti o ricurvi, hanno una forma deltata o più o meno lanceolata. I colori della corolla sono giallo (i fiori del disco) e blu, bianco o viola (i fiori del raggio).

- Androceo: l'androceo è formato da 5 stami sorretti da filamenti generalmente liberi; gli stami sono connati e formano un manicotto circondante lo stilo; le teche (produttrici del polline) alla base sono troncate e sono lievemente auricolate (molto raramente sono speronate o hanno una coda); le appendici apicali delle antere sono troncate; il tessuto endoteciale (rivestimento interno dell'antera) è quasi sempre polarizzato (con due superfici distinte: una verso l'esterno e una verso l'interno). Il polline è sferico con un diametro medio di circa 25 micron;  è tricolporato (con tre aperture sia di tipo a fessura che tipo isodiametrica o poro) ed è echinato (con punte sporgenti).[10][12]

- Gineceo: l'ovario è infero uniloculare formato da 2 carpelli.[6] Lo stilo (il recettore del polline) è profondamente bifido (con due stigmi divergenti) e con le linee stigmatiche marginali separate.[13] I due bracci dello stilo hanno una forma da lanceolata a deltoide e possono essere papillosi o ricoperti da ciuffi di peli.

Frutti. I frutti sono degli acheni con pappo (raramente è assente); in alcune specie è presente un certo dimorfismo (gli acheni dei fiori del raggio differiscono dagli acheni dei fiori del disco);
- achenio: gli acheni, con forme da ellittiche a obovate, sono lateralmente compressi con due nervature longitudinali; la superficie normalmente è cosparsa da setole, qualche volta ghiandolose; la parete dell'achenio è formata da celle contenenti rafidi ma prive di fitomelanina; il carpoforo normalmente è anulare; in alcuni casi sulla superficie del frutto sono presenti delle setole con punte a forma di ancora;
- pappo: il pappo, bianco e talvolta deciduo, è formato da 1 serie di setole. Può essere assente.

## Biologia
Impollinazione: l'impollinazione avviene tramite insetti (impollinazione entomogama tramite farfalle diurne e notturne).

Riproduzione: la fecondazione avviene fondamentalmente tramite l'impollinazione dei fiori (vedi sopra).

Dispersione: i semi (gli acheni) cadendo a terra sono successivamente dispersi soprattutto da insetti tipo formiche (disseminazione mirmecoria). In questo tipo di piante avviene anche un altro tipo di dispersione: zoocoria. Infatti gli uncini delle brattee dell'involucro (se presenti) si agganciano ai peli degli animali di passaggio disperdendo così anche su lunghe distanze i semi della pianta. Inoltre per merito del pappo il vento può trasportare i semi anche a distanza di alcuni chilometri (disseminazione anemocora).

## Distribuzione e habitat
Le specie di questo genere sono distribuite in Africa (meridionale, centrale e orientale) e Penisola Arabica.

## Sistematica
La famiglia di appartenenza di questa voce (Asteraceae o Compositae, nomen conservandum) probabilmente originaria del Sud America, è la più numerosa del mondo vegetale, comprende oltre 23.000 specie distribuite su 1.535 generi, oppure 22.750 specie e 1.530 generi secondo altre fonti (una delle checklist più aggiornata elenca fino a 1.679 generi). La famiglia attualmente (2021) è divisa in 16 sottofamiglie; la sottofamiglia Asteroideae è una di queste e rappresenta l'evoluzione più recente di tutta la famiglia.

### Filogenesi
La tribù Astereae comprende circa 40 sottotribù. In base alle ultime ricerche nella tribù sono stati individuati (provvisoriamente) 5 principali lignaggi:
- Basal grade: include alcuni generi isolati, il gruppo "South American-Oceania",  alcune sottotribù africane e il gruppo dei generi legnosi del Madagascar.
- Bellis lineage: comprende le sottotribù eurasiatiche e una sottotribù africana.
- Aster lineage: include i generi asiatici di Asterinae e i principali gruppi dell'Australia e dell'Oceania.
- Baccharis lineage: include alcuni gruppi sudamericani.
- North American lineage: include la vasta gamma di sottotribù del Nordamerica, Messico e alcuni gruppi distribuiti nel Sudamerica.

Il genere  Felicia (insieme alla sottotribù Homochrominae) è incluso nel Basal grade. In particolare Homochrominae fa parte del sottogruppo relativo agli areali dell'"Africa/Madagascar/Asia sud-est".  La sottotribù è suddivisa in due gruppi: (1) Amellus group: è il gruppo principale (o continentale) e comprende la maggior parte dei generi; (2) Commidendrum group: comprende solamente due generi (Commidendrum - Melanodendron) endemici dell'isola di St. Helena. Il genere di questa voce fa parte del primo gruppo.
Il genere Felicia, polifiletico, è suddiviso in alcune sezioni (tra parentesi sono indicate per ogni sezione alcune specie):
- Sect. Felicia (Felicia uliginosa, F. clavipilosa) - Questo clade con il genere Nolletia forma un gruppo fratello.
- Sect. Neodetris Grau, 1973 (Felicia aethiopica, F. minima, F. namaquana)
- Sect. Anhebecarpaea DC., 1896 (Felicia echinata)
- Sect. Lignofelicia Grau, 1973 (Felicia filifolia, F. fruticosa, F. linifolia) - Questo clade con i generi Polyarrhena e Zyrphelis forma un gruppo fratello
- Sect. Dracontium Grau, 1973 (Felicia rosulata)
- Sect. Longistylus Grau, 1973 (Felicia welwitschii)

Il cladogramma seguente mostra la disposizione polifiletica del genere Felicia di alcune sue sezioni.
|  | genere Polyarrhena         |
|  |                            |
|  | genere Zyrphelis           |
|  |                            |
|  | Felicia sect. Lignofelicia |
|  |                            |

|  | Felicia amellinoides |
|  |                      |
|  | genere Amellus       |
|  |                      |

|  | \| \| Felicia sect. Felicia \| \| \| \| \| \| genere Nolletia \| \| \| \| |
|  |                                                                           |
|  | genere Chrysocoma                                                         |
|  |                                                                           |
|  | Felicia sect. Felicia                                                     |
|  |                                                                           |
|  | genere Nolletia                                                           |
|  |                                                                           |

|  | Felicia sect. Felicia |
|  |                       |
|  | genere Nolletia       |
|  |                       |

|  | \| \| Felicia sect. Felicia \| \| \| \| \| \| genere Nolletia \| \| \| \| |
|  |                                                                           |
|  | genere Chrysocoma                                                         |
|  |                                                                           |
|  | Felicia sect. Felicia                                                     |
|  |                                                                           |
|  | genere Nolletia                                                           |
|  |                                                                           |

|  | Felicia sect. Felicia |
|  |                       |
|  | genere Nolletia       |
|  |                       |

|  | Felicia amellinoides |
|  |                      |
|  | genere Amellus       |
|  |                      |

|  | \| \| Felicia sect. Felicia \| \| \| \| \| \| genere Nolletia \| \| \| \| |
|  |                                                                           |
|  | genere Chrysocoma                                                         |
|  |                                                                           |
|  | Felicia sect. Felicia                                                     |
|  |                                                                           |
|  | genere Nolletia                                                           |
|  |                                                                           |

|  | Felicia sect. Felicia |
|  |                       |
|  | genere Nolletia       |
|  |                       |

|  | \| \| Felicia sect. Felicia \| \| \| \| \| \| genere Nolletia \| \| \| \| |
|  |                                                                           |
|  | genere Chrysocoma                                                         |
|  |                                                                           |
|  | Felicia sect. Felicia                                                     |
|  |                                                                           |
|  | genere Nolletia                                                           |
|  |                                                                           |

|  | Felicia sect. Felicia |
|  |                       |
|  | genere Nolletia       |
|  |                       |

|  | genere Polyarrhena         |
|  |                            |
|  | genere Zyrphelis           |
|  |                            |
|  | Felicia sect. Lignofelicia |
|  |                            |

|  | Felicia amellinoides |
|  |                      |
|  | genere Amellus       |
|  |                      |

|  | \| \| Felicia sect. Felicia \| \| \| \| \| \| genere Nolletia \| \| \| \| |
|  |                                                                           |
|  | genere Chrysocoma                                                         |
|  |                                                                           |
|  | Felicia sect. Felicia                                                     |
|  |                                                                           |
|  | genere Nolletia                                                           |
|  |                                                                           |

|  | Felicia sect. Felicia |
|  |                       |
|  | genere Nolletia       |
|  |                       |

|  | \| \| Felicia sect. Felicia \| \| \| \| \| \| genere Nolletia \| \| \| \| |
|  |                                                                           |
|  | genere Chrysocoma                                                         |
|  |                                                                           |
|  | Felicia sect. Felicia                                                     |
|  |                                                                           |
|  | genere Nolletia                                                           |
|  |                                                                           |

|  | Felicia sect. Felicia |
|  |                       |
|  | genere Nolletia       |
|  |                       |

|  | Felicia amellinoides |
|  |                      |
|  | genere Amellus       |
|  |                      |

|  | \| \| Felicia sect. Felicia \| \| \| \| \| \| genere Nolletia \| \| \| \| |
|  |                                                                           |
|  | genere Chrysocoma                                                         |
|  |                                                                           |
|  | Felicia sect. Felicia                                                     |
|  |                                                                           |
|  | genere Nolletia                                                           |
|  |                                                                           |

|  | Felicia sect. Felicia |
|  |                       |
|  | genere Nolletia       |
|  |                       |

|  | \| \| Felicia sect. Felicia \| \| \| \| \| \| genere Nolletia \| \| \| \| |
|  |                                                                           |
|  | genere Chrysocoma                                                         |
|  |                                                                           |
|  | Felicia sect. Felicia                                                     |
|  |                                                                           |
|  | genere Nolletia                                                           |
|  |                                                                           |

|  | Felicia sect. Felicia |
|  |                       |
|  | genere Nolletia       |
|  |                       |

I caratteri distintivi del genere di questa voce sono:
- la disposizione delle foglie può essere alternata o opposta;
- le appendici dello stilo dei fiori del disco sono papillose;
- le antere sono troncate alla base;
- il pappo non è piumoso.

Il numero cromosomico delle specie di questo genere è: 2n = 18 (ridotto a 16, 12 e 10).

### Elenco delle specie
Questo genere ha 86 specie:
A
- Felicia abyssinica Sch.Bip. ex A.Rich.
- Felicia aculeata  Grau
- Felicia aethiopica  (Burm.f.) Grau
- Felicia alba  Grau
- Felicia amelloides  (L.) Voss
- Felicia amoena  (Sch.Bip.) Levyns
- Felicia annectens  (Harv.) Grau
- Felicia anthemidodes  (Hiern) Mendonça
- Felicia australis  (Alston) E.Phillips

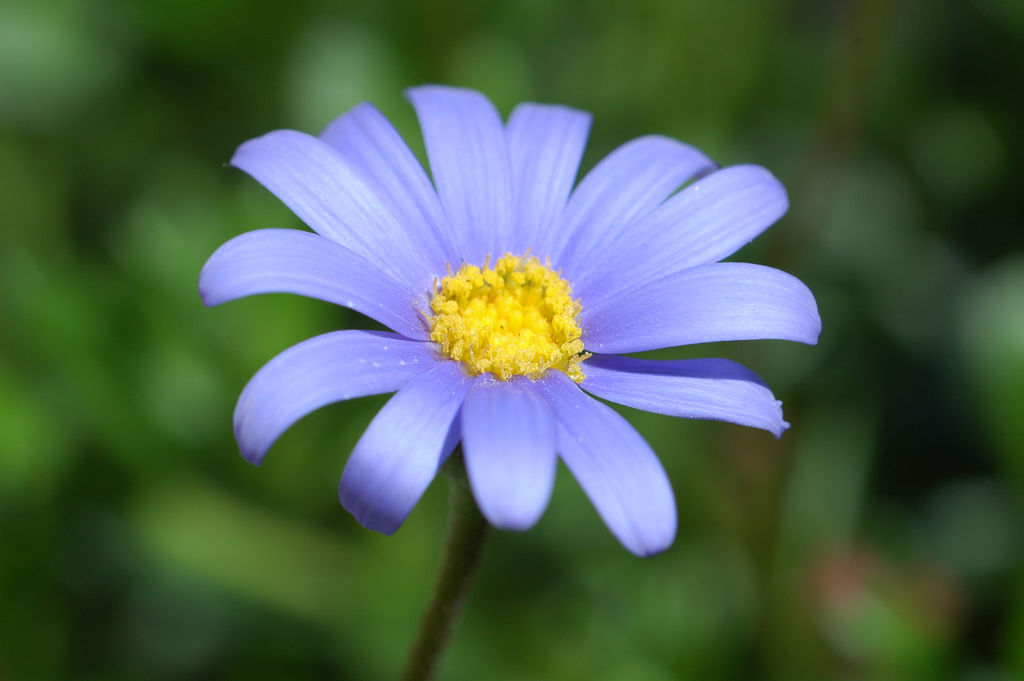
Felicia aethiopica
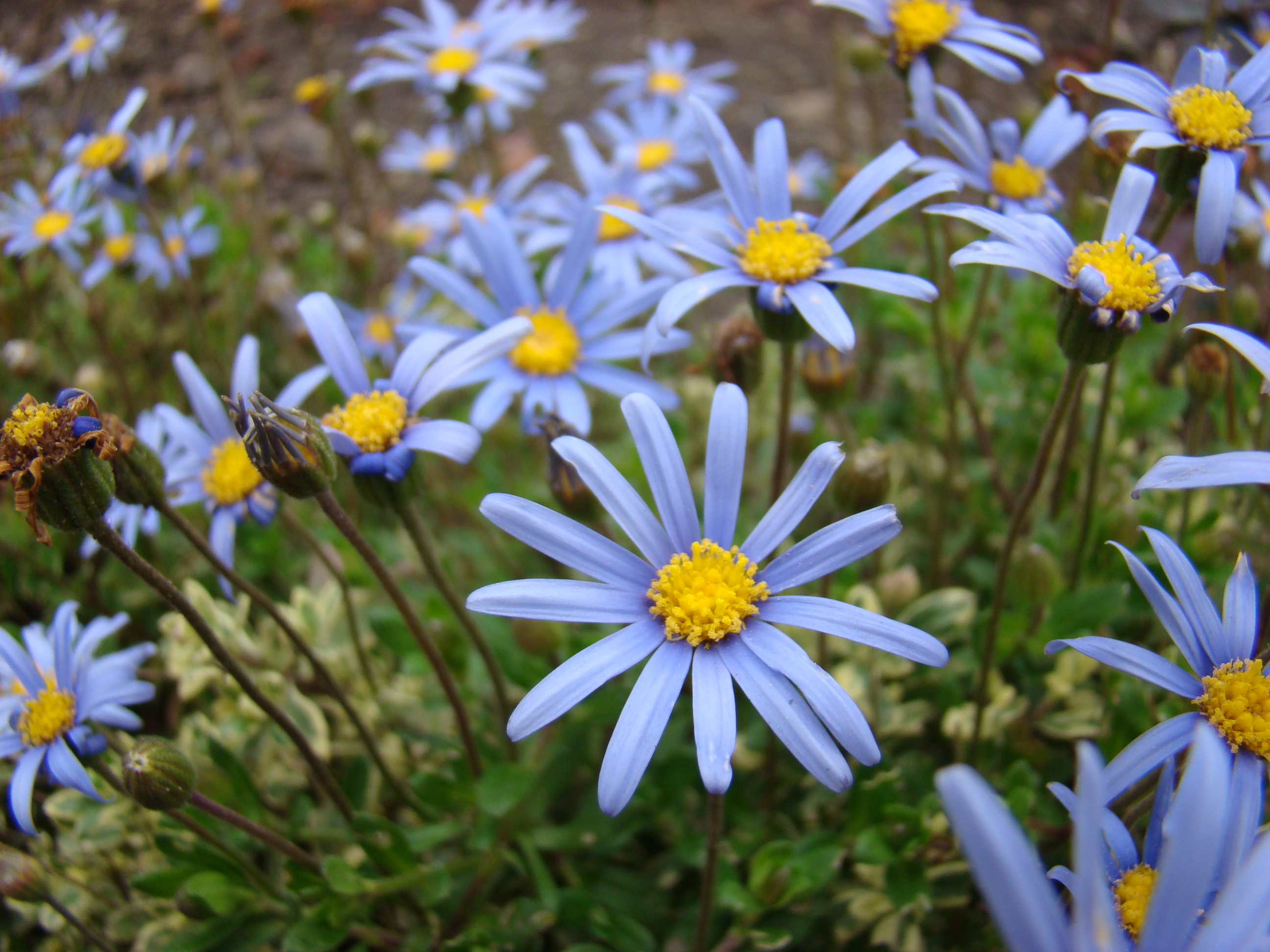
Felicia amelloides
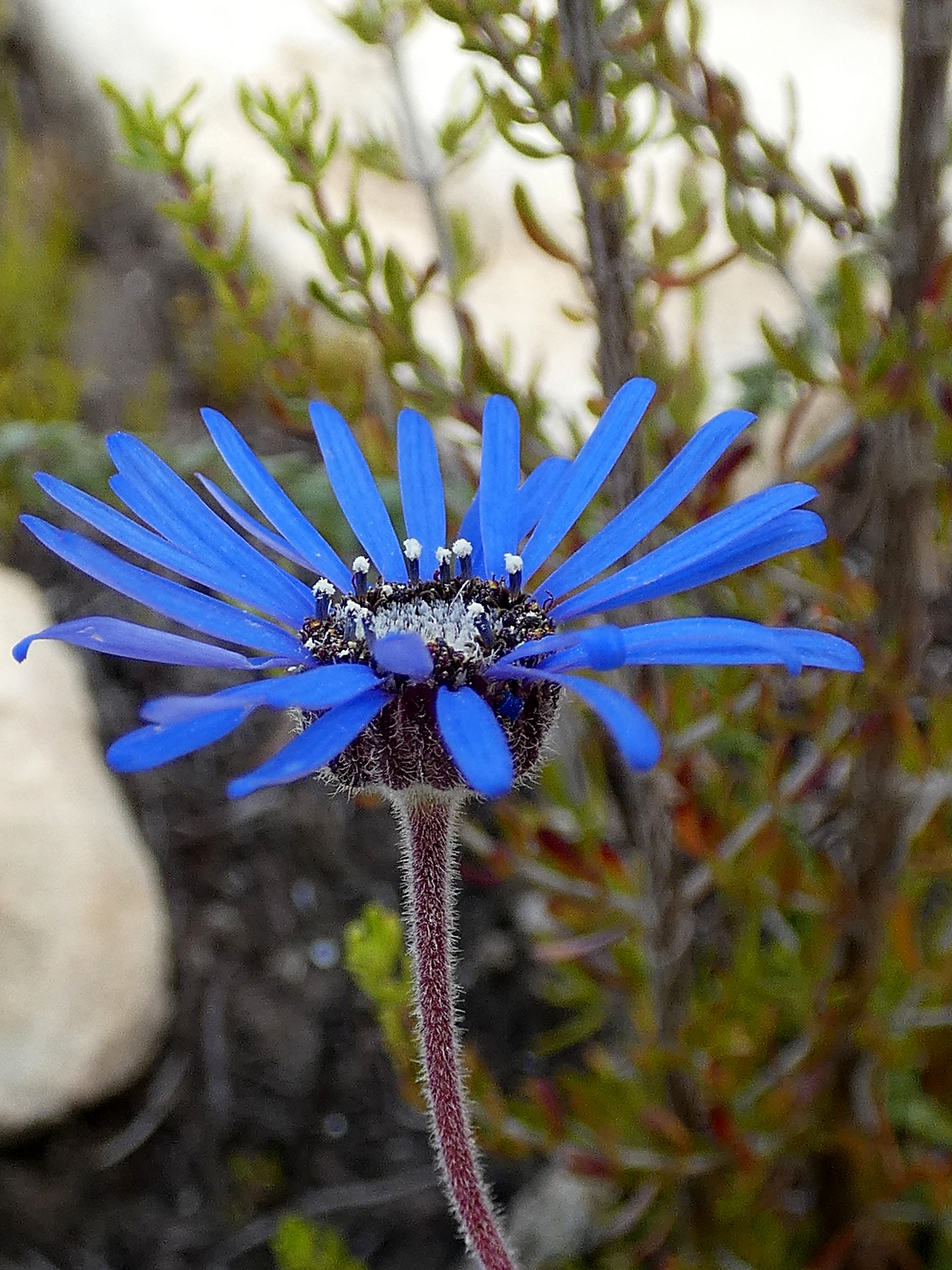
Felicia amoena
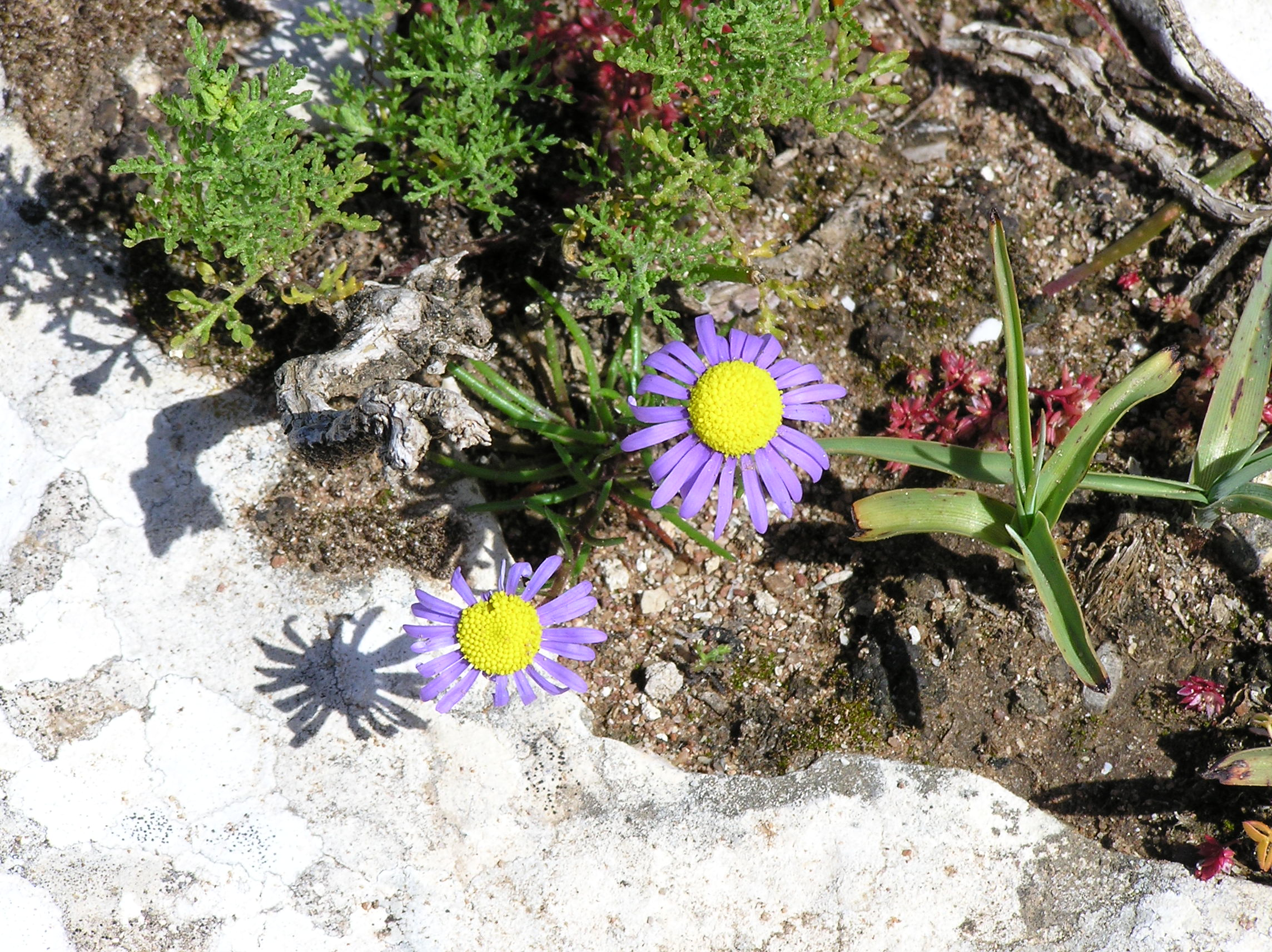
Felicia australis

B - C
- Felicia bampsiana Lisowski
- Felicia bechuanica  Mattf.
- Felicia bellidioides  Schltr.
- Felicia bergeriana  (Spreng.) O.Hoffm. ex Zahlbr.
- Felicia boehmii  O.Hoffm.
- Felicia brevifolia  (DC.) Grau
- Felicia burkei  L.Bolus
- Felicia caespitosa  Grau
- Felicia cana  DC.
- Felicia canaliculata  Grau
- Felicia clavipilosa  Grau
- Felicia comptonii  Grau
- Felicia cymbalariae  (Aiton) Bolus & Wolley-Dod ex Levyns
- Felicia cymbalarioides  (DC.) Grau

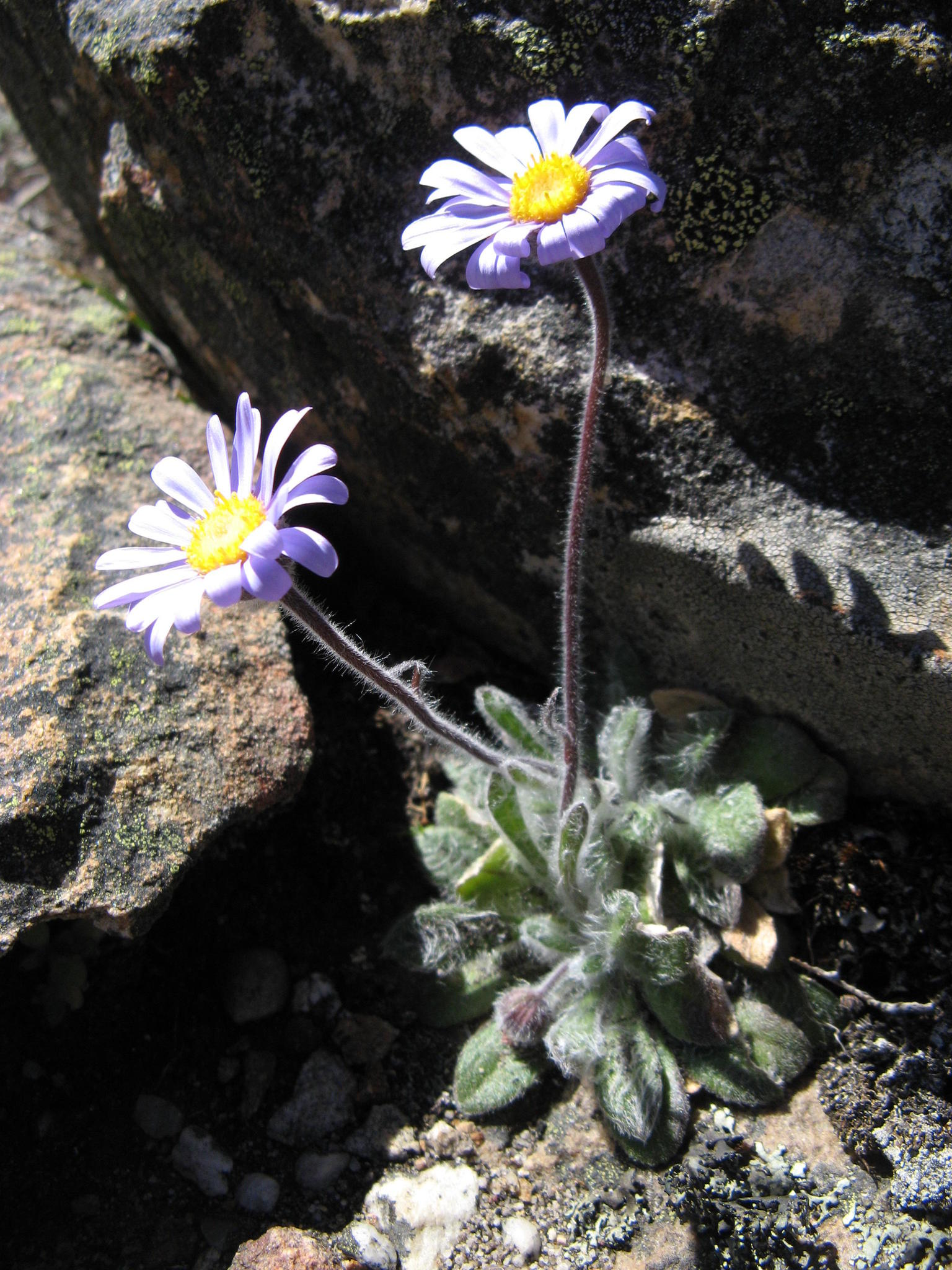
Felicia bellidioides
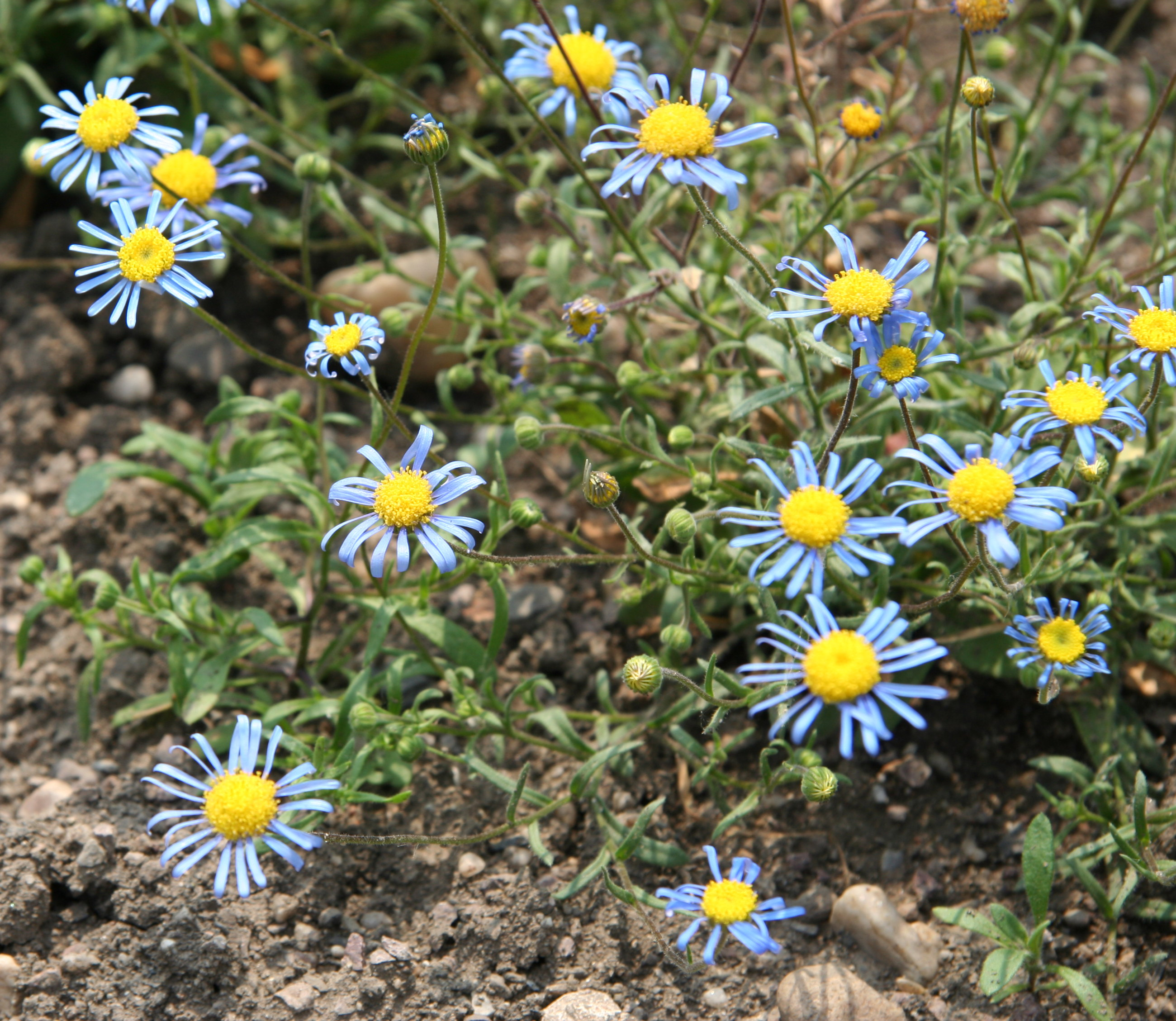
Felicia bergeriana
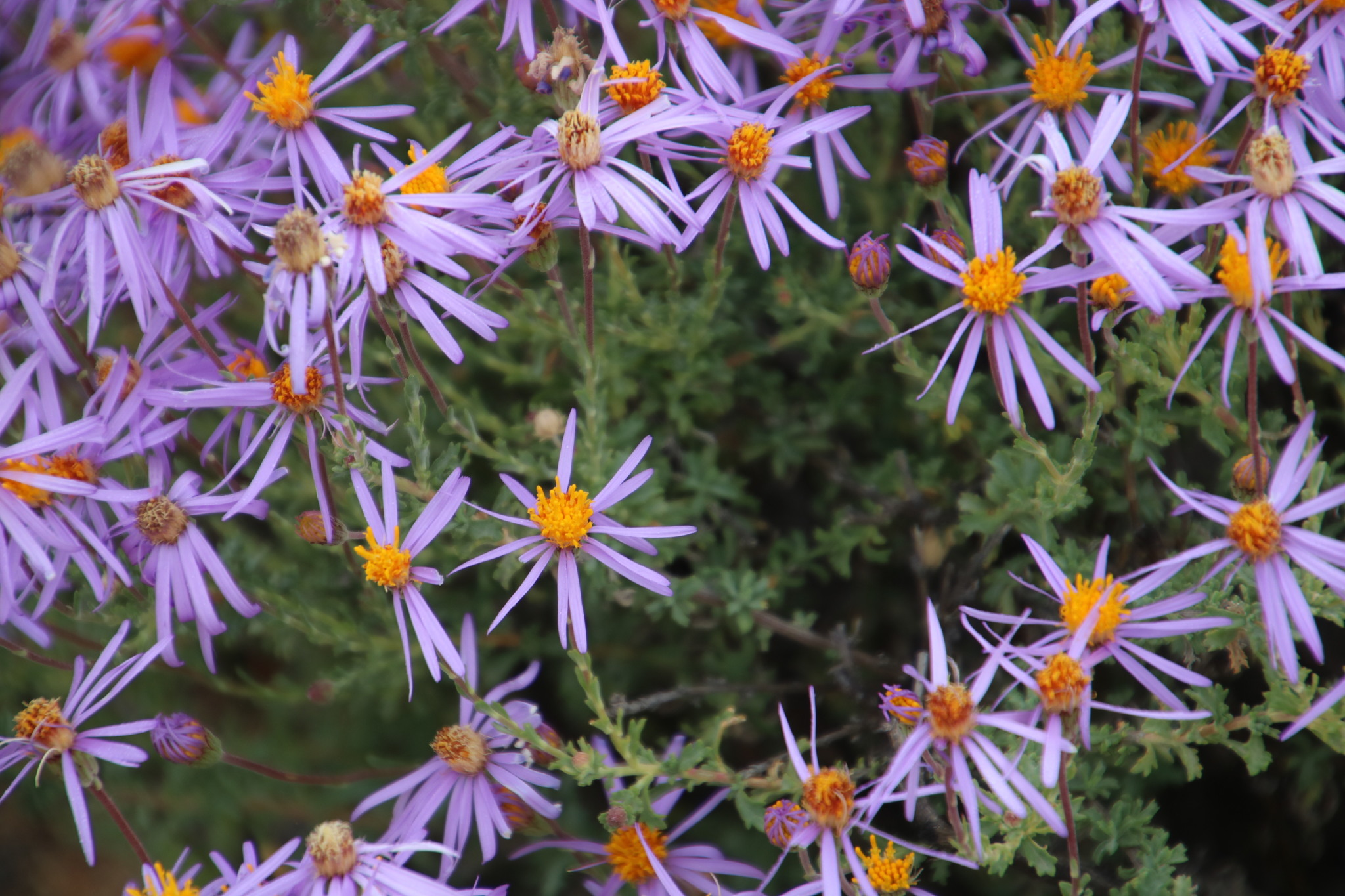
Felicia brevifolia
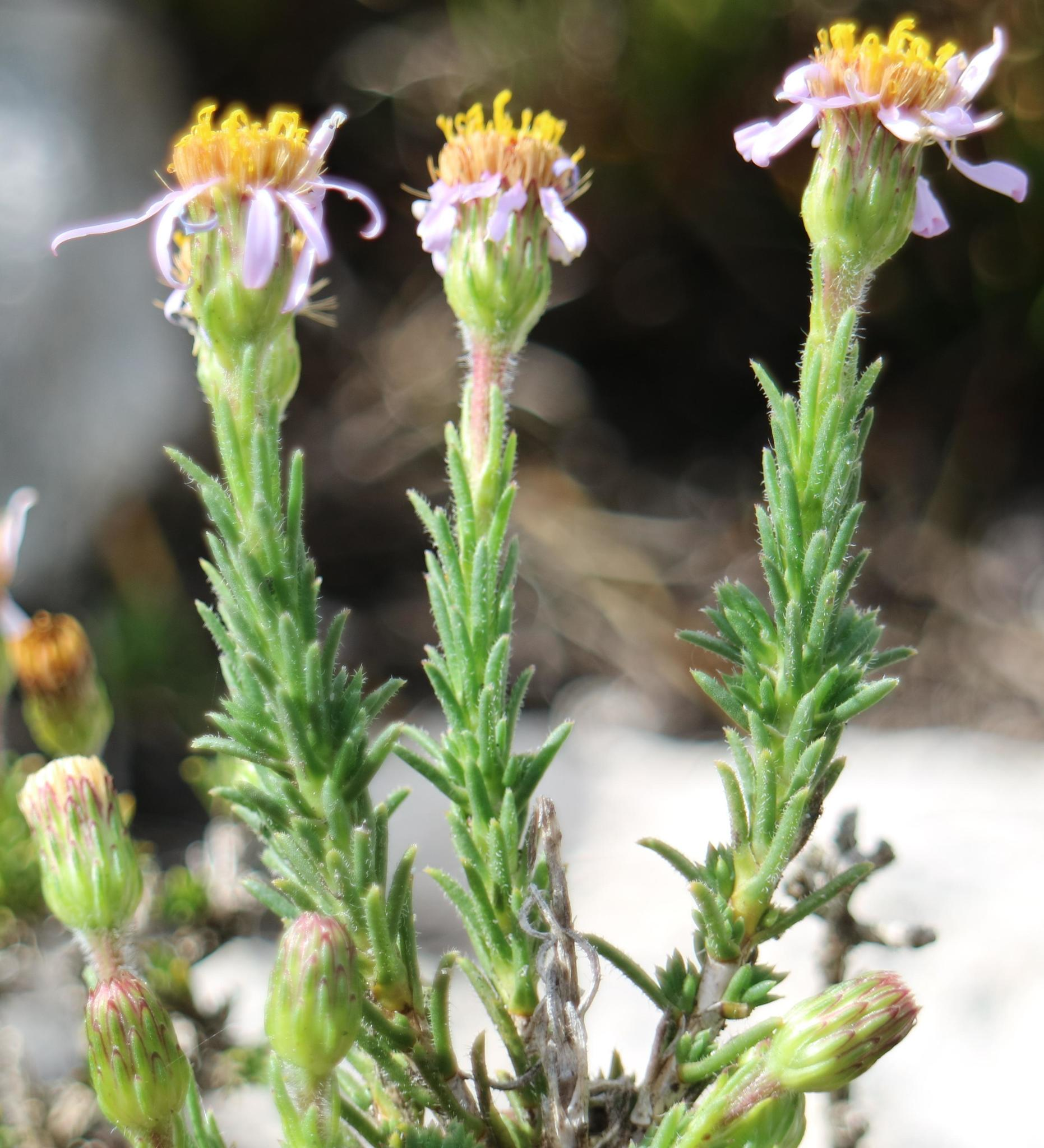
Felicia canaliculata
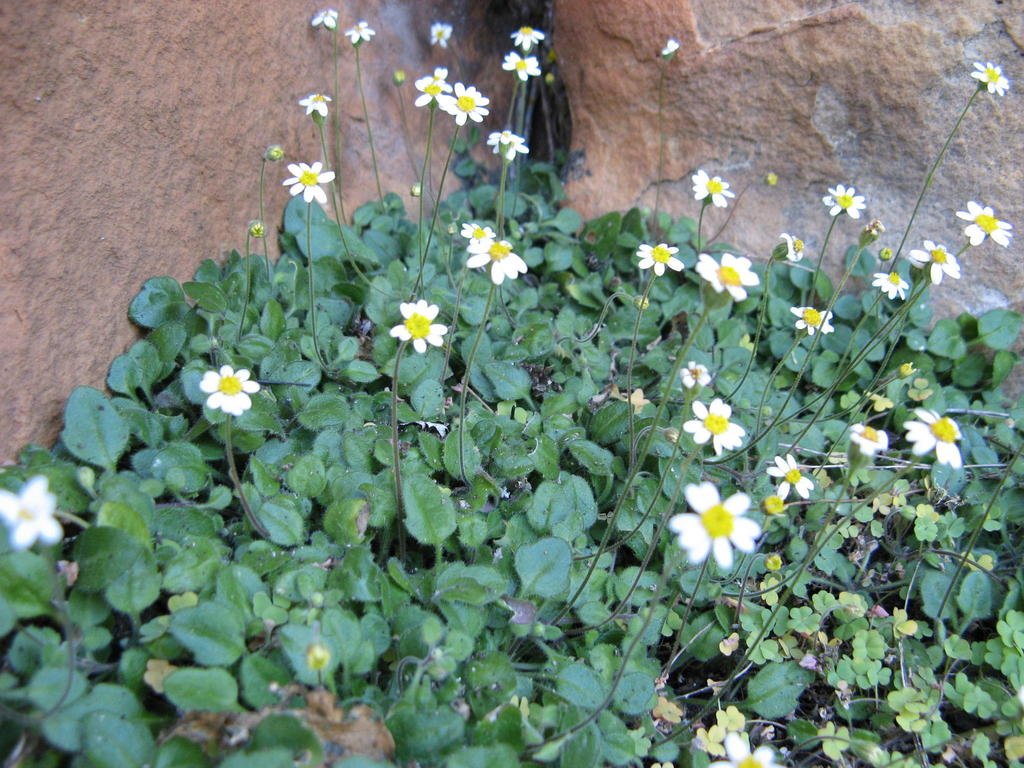
Felicia cymbalariae

D - E
- Felicia dentata (A.Rich.) Dandy
- Felicia denticulata  Grau
- Felicia deserti  Schltr. ex Grau
- Felicia diffusa  (DC.) Grau
- Felicia douglasii  J.C.Manning & Magee
- Felicia drakensbergensis  J.M.Wood & M.S.Evans
- Felicia dregei  DC.
- Felicia dubia  Cass.
- Felicia ebracteata  Grau
- Felicia echinata  (Thunb.) Nees
- Felicia elongata  (Thunb.) O.Hoffm. ex Zahlbr.
- Felicia erigeroides  DC.
- Felicia esterhuysenii  Grau

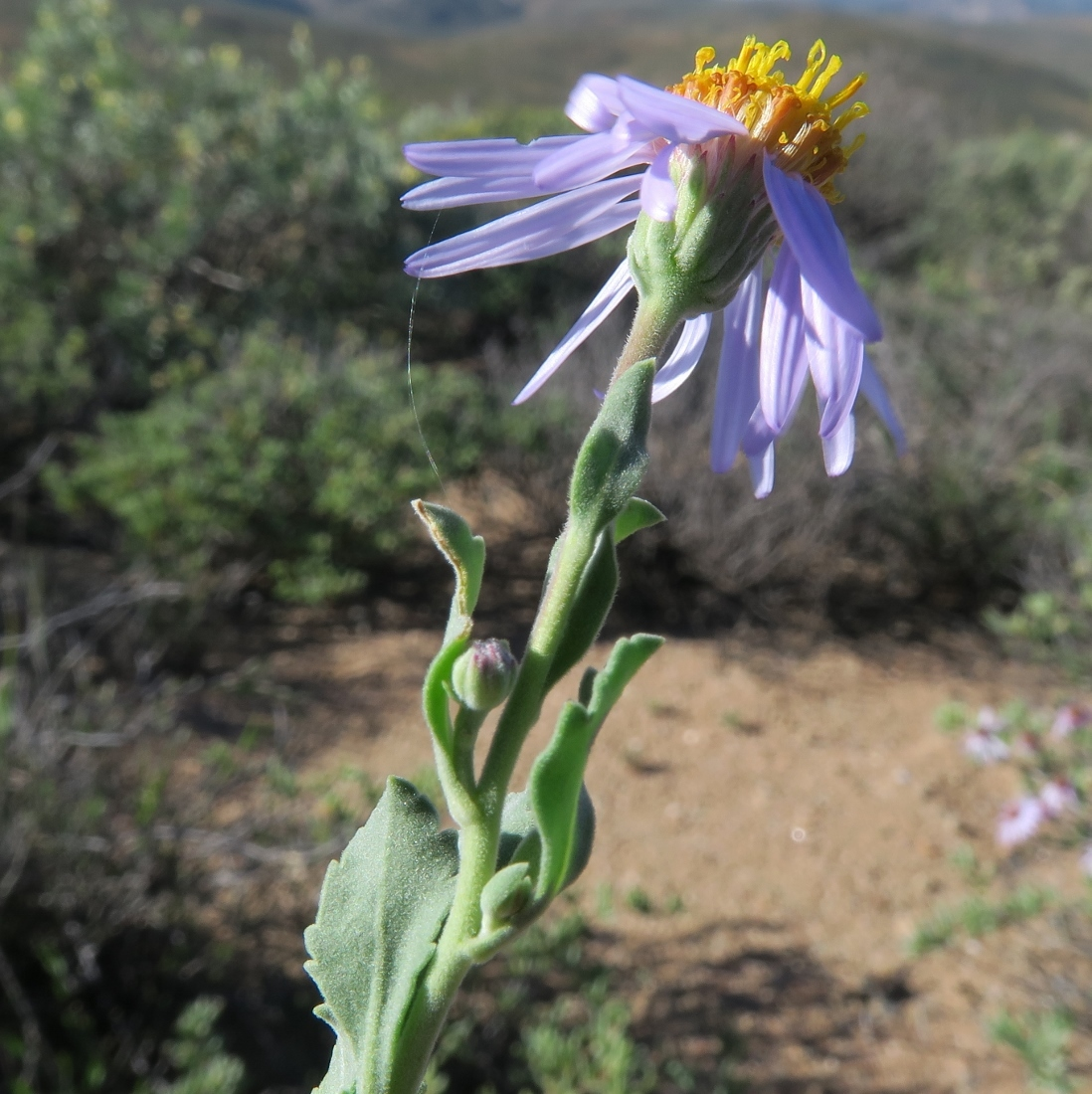
Felicia dregei
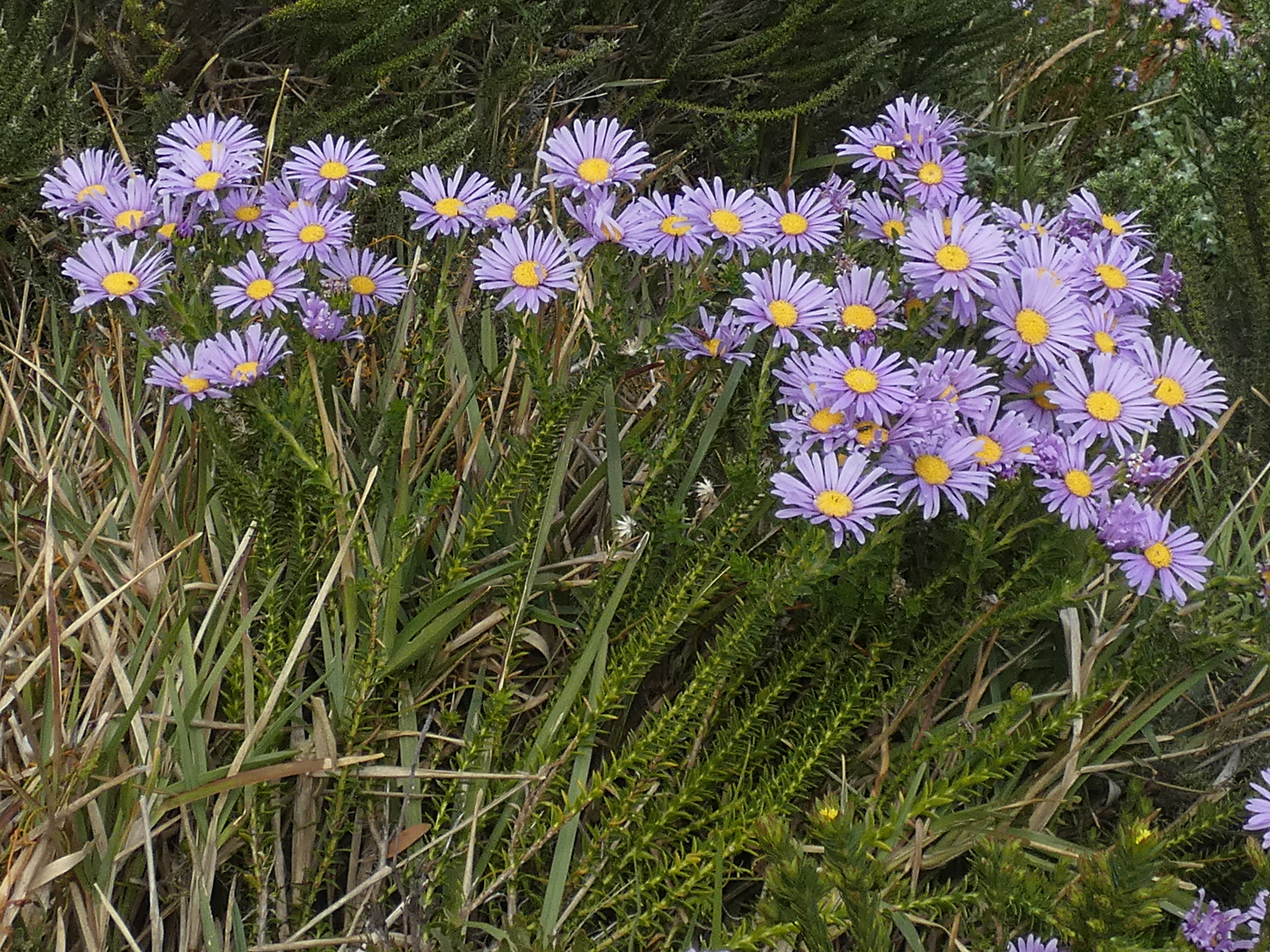
Felicia echinata
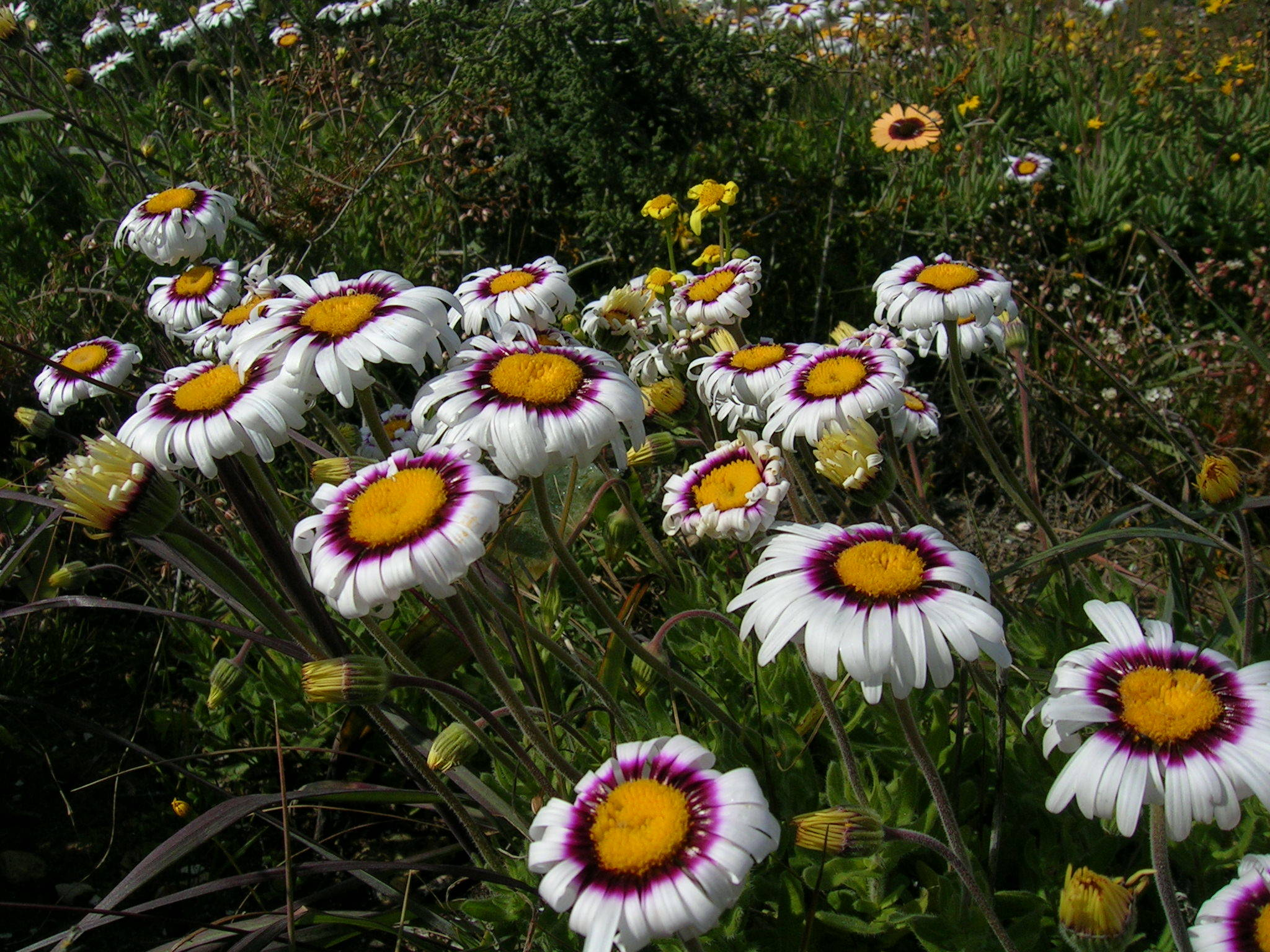
Felicia elongata
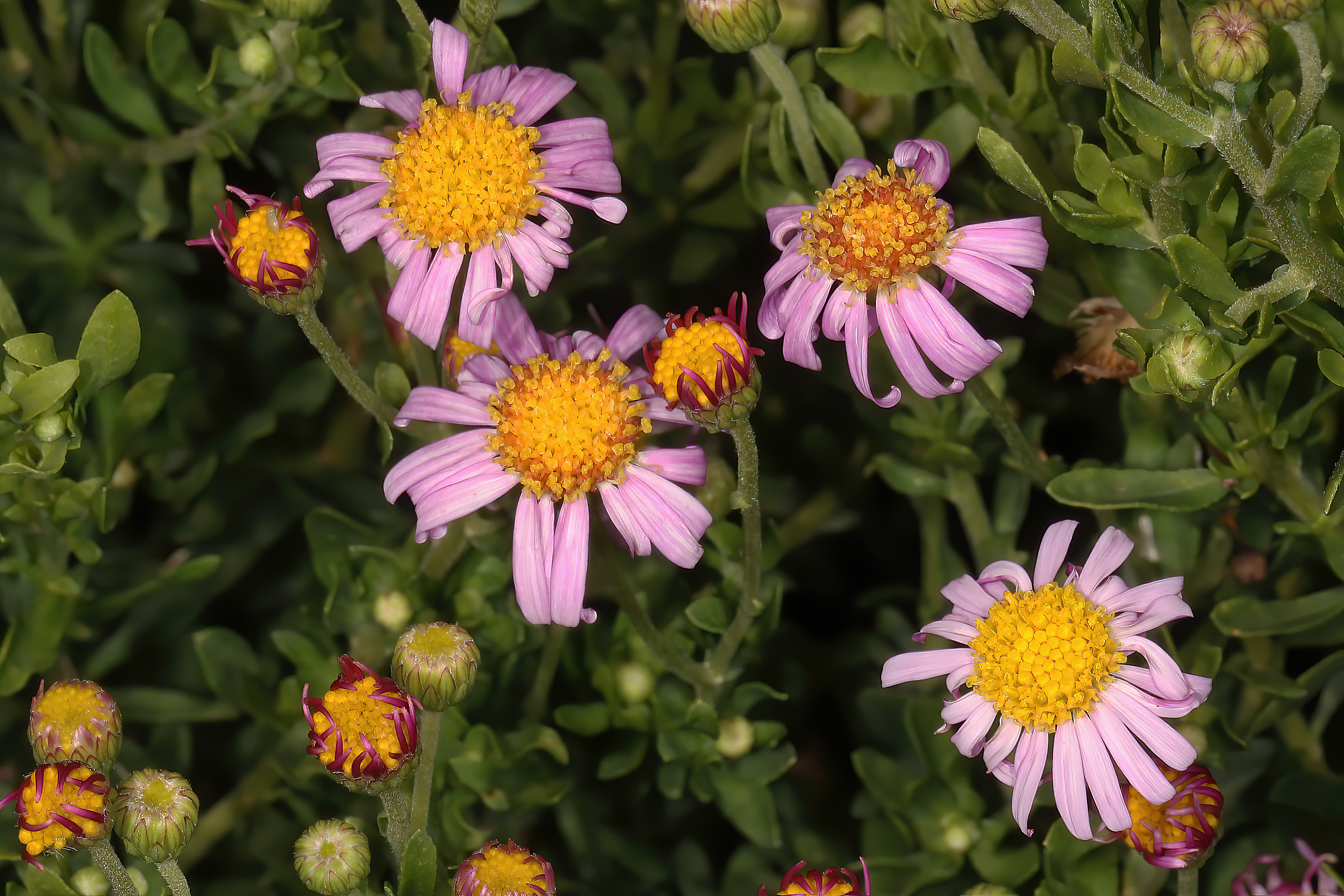
Felicia erigeroides

F - G - H - J
- Felicia fascicularis DC.
- Felicia ferulacea  Compton
- Felicia filifolia  (Vent.) Burtt Davy
- Felicia flava  Beentje
- Felicia fruticosa  (L.) G.Nicholson
- Felicia grantii  (Oliv. & Hiern) Grau
- Felicia gunillae  B.Nord.
- Felicia heterophylla  (Cass.) Grau
- Felicia hirsuta  DC.
- Felicia hirta  (DC.) Grau
- Felicia hispida  (DC.) Grau
- Felicia hyssopifolia  (P.J.Bergius) Nees
- Felicia josephinae  J.C.Manning & Goldblatt
- Felicia joubertinae  Grau

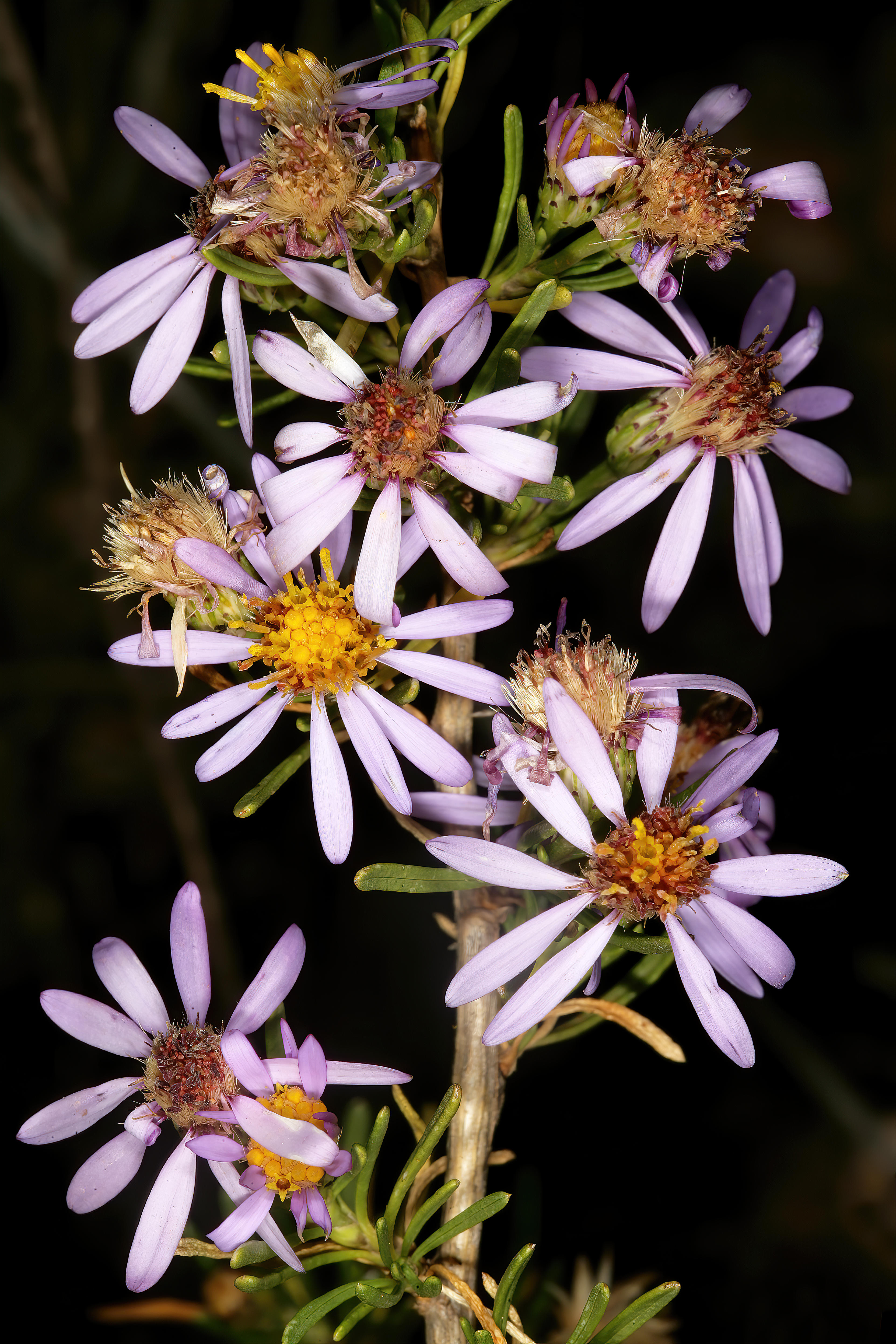
Felicia filifolia
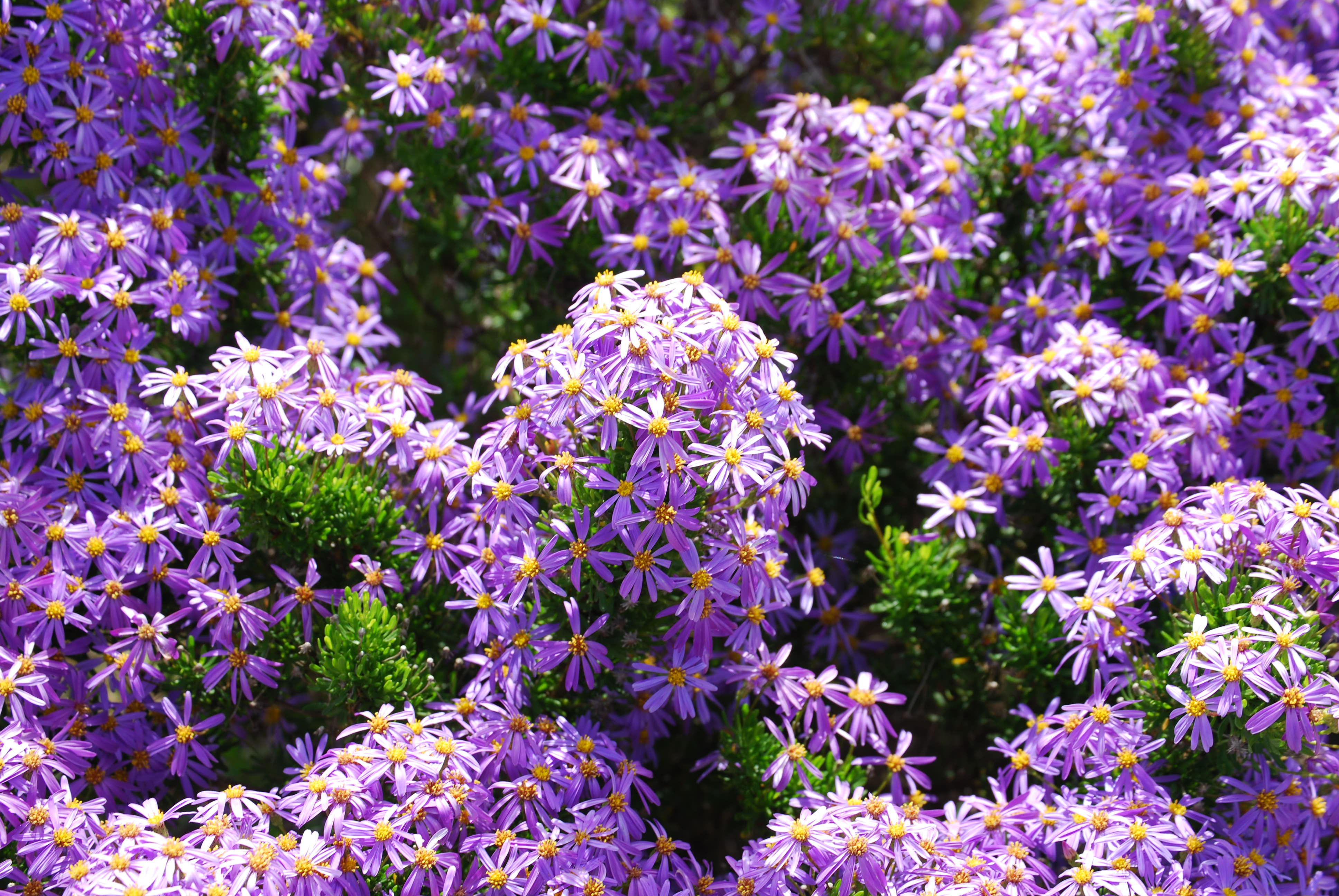
Felicia fruticosa
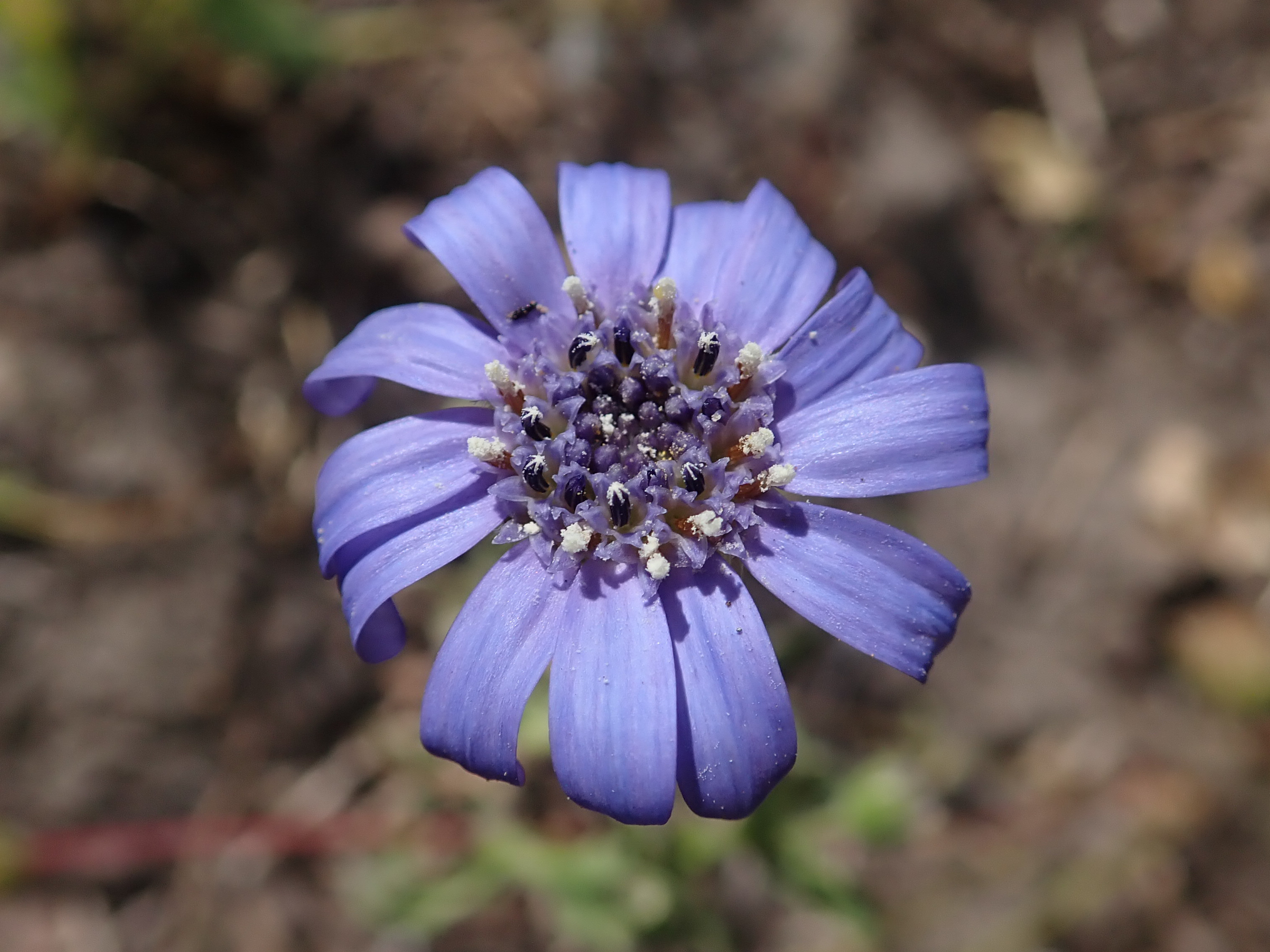
Felicia heterophylla
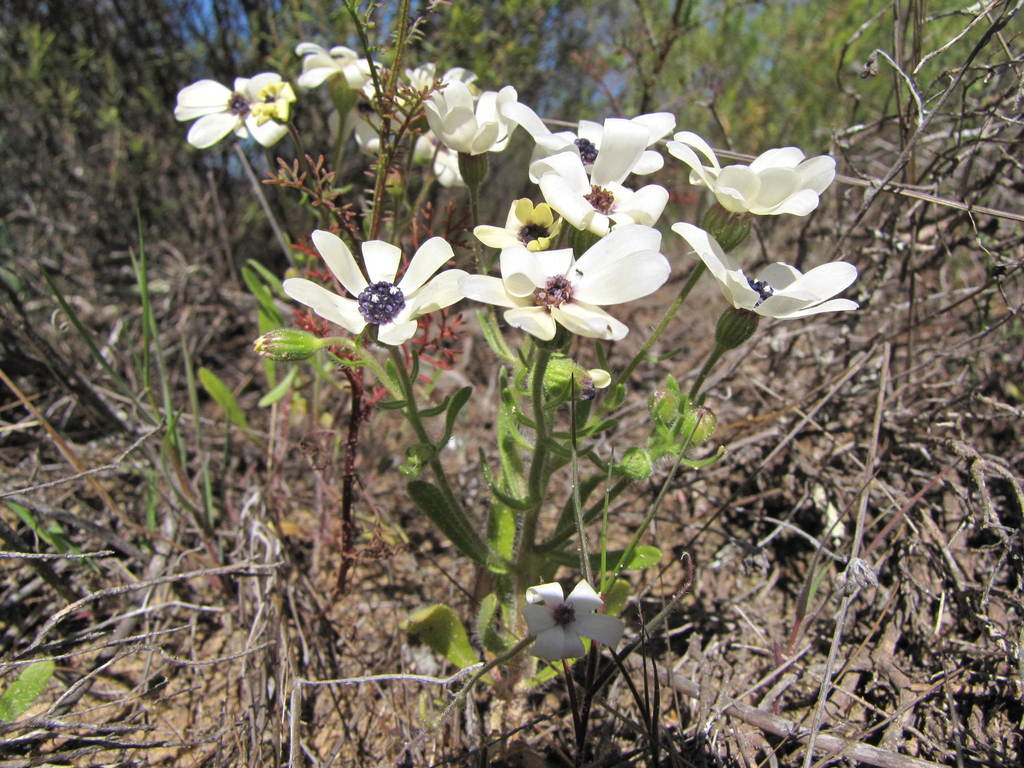
Felicia josephinae

L - M - N
- Felicia linearis  N.E.Br.
- Felicia linifolia  Grau
- Felicia macrorrhiza  DC.
- Felicia martinsiana  S.Ortiz
- Felicia merxmuelleri  Grau
- Felicia microcephala  Grau
- Felicia microsperma  DC.
- Felicia minima  (Hutch.) Grau
- Felicia monocephala  Grau
- Felicia mossamedensis  (Hiern) Mendonça
- Felicia muricata  (Thunb.) Nees
- Felicia namaquana  (Harv.) Merxm.
- Felicia nigrescens  Grau
- Felicia nordenstamii  Grau

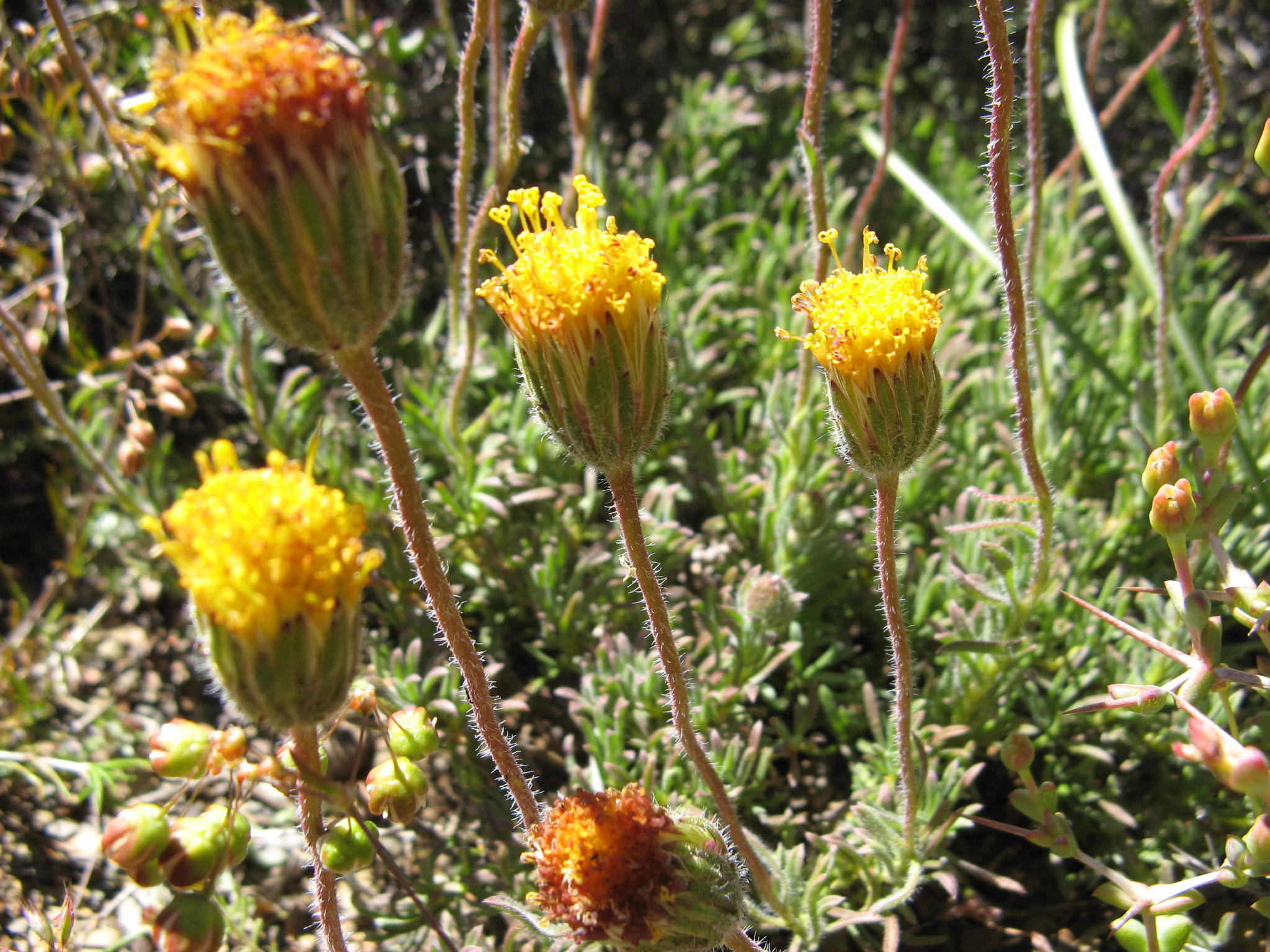
Felicia macrorrhiza
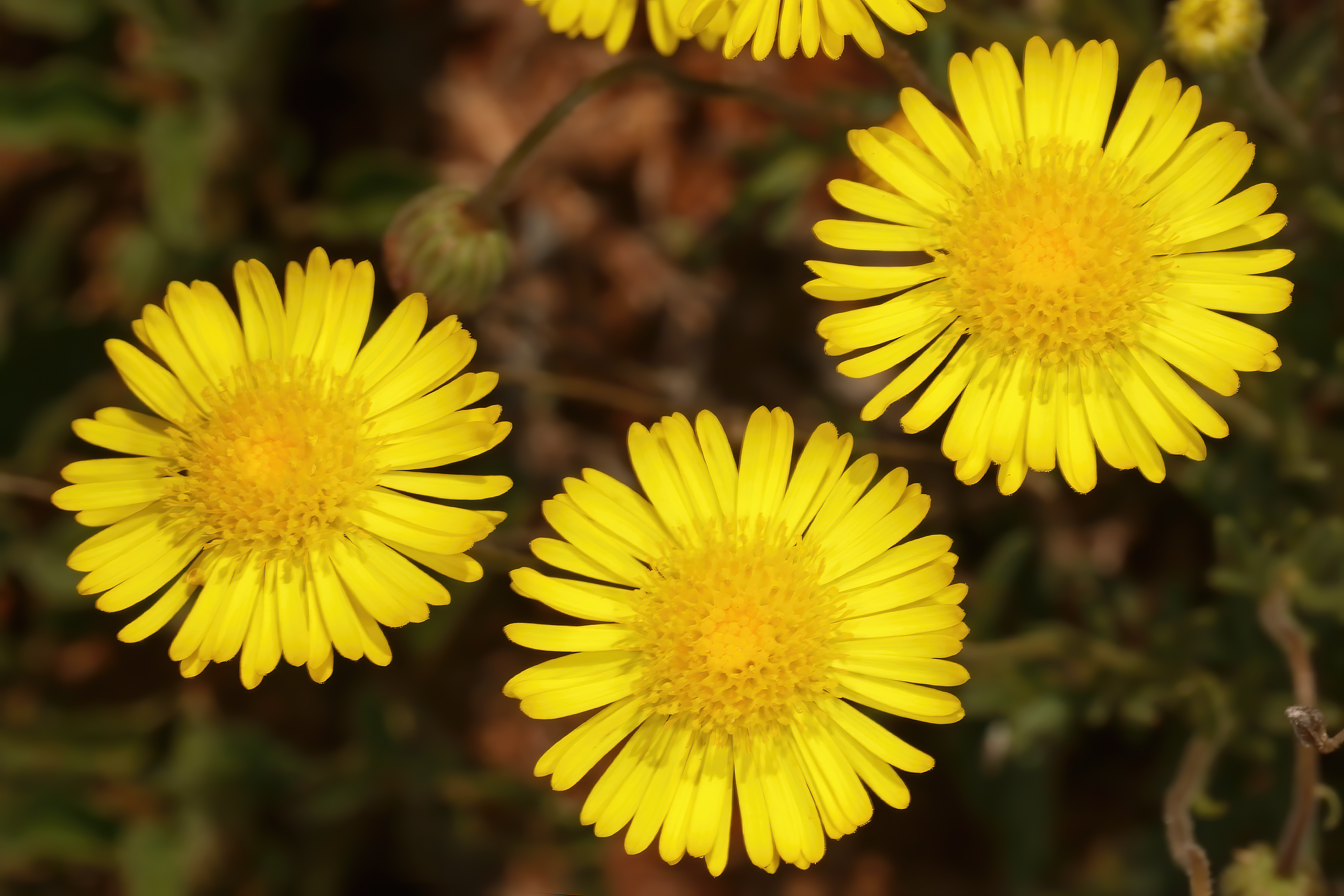
Felicia mossamedensis
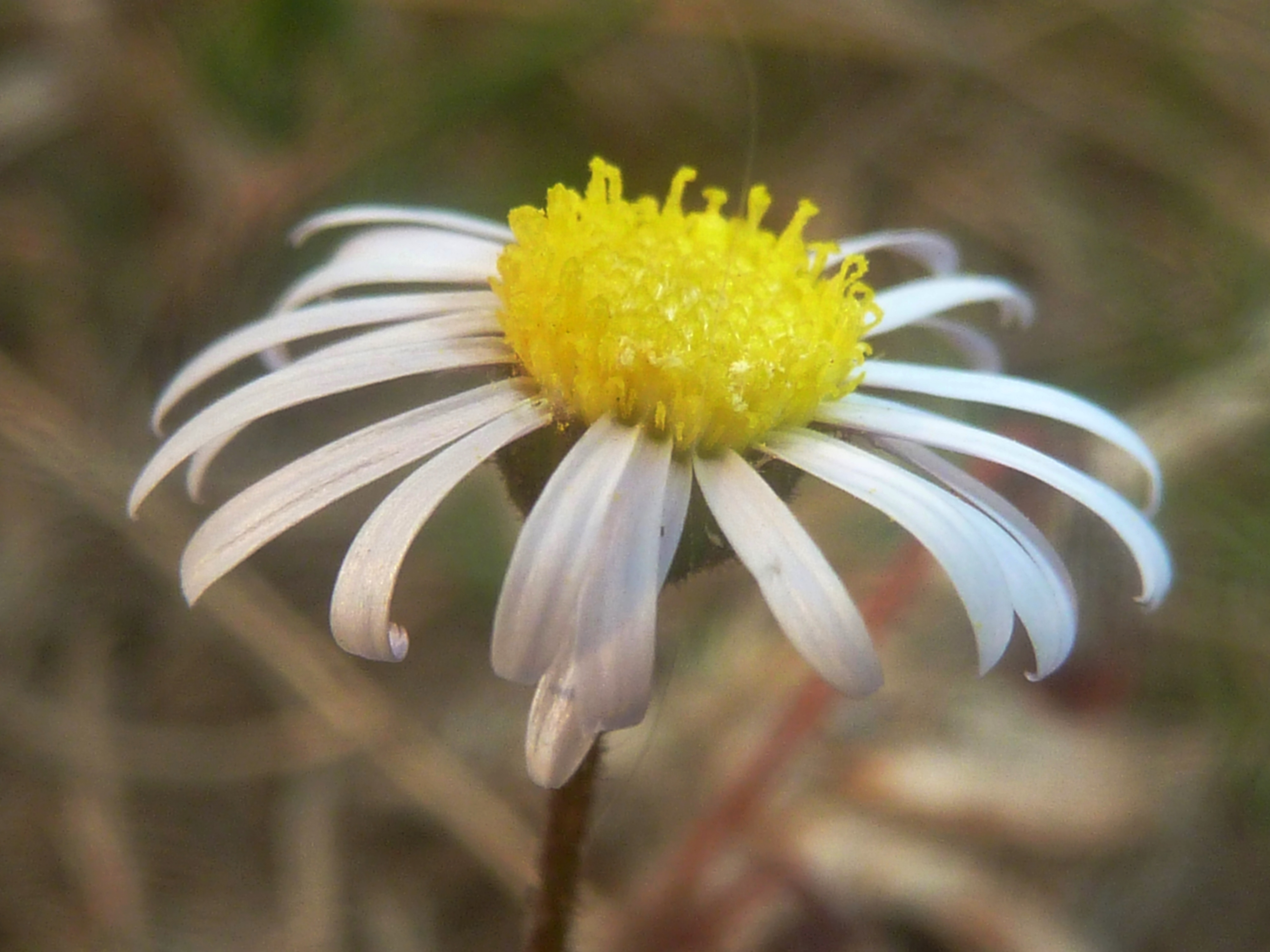
Felicia muricata
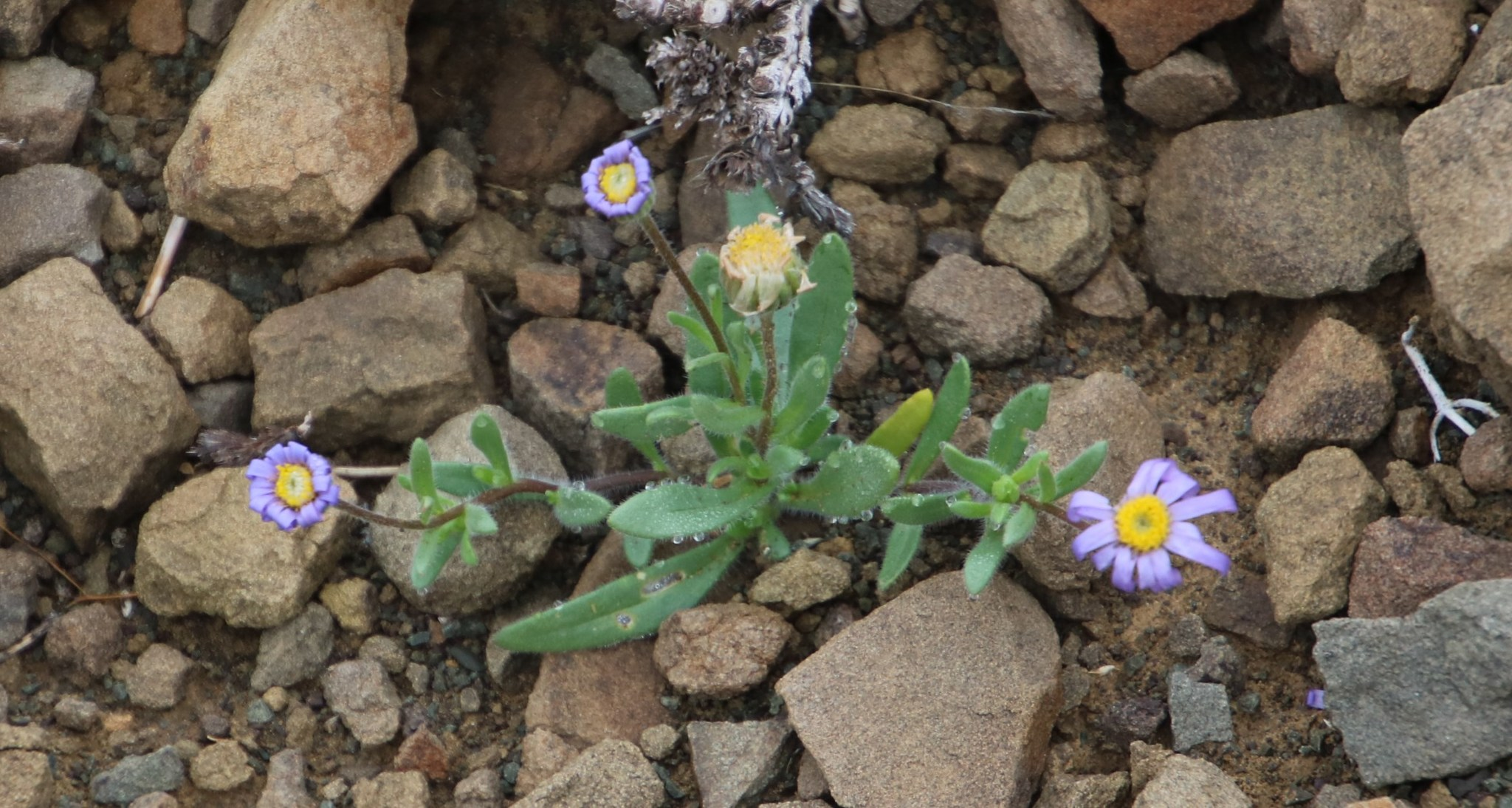
Felicia namaquana
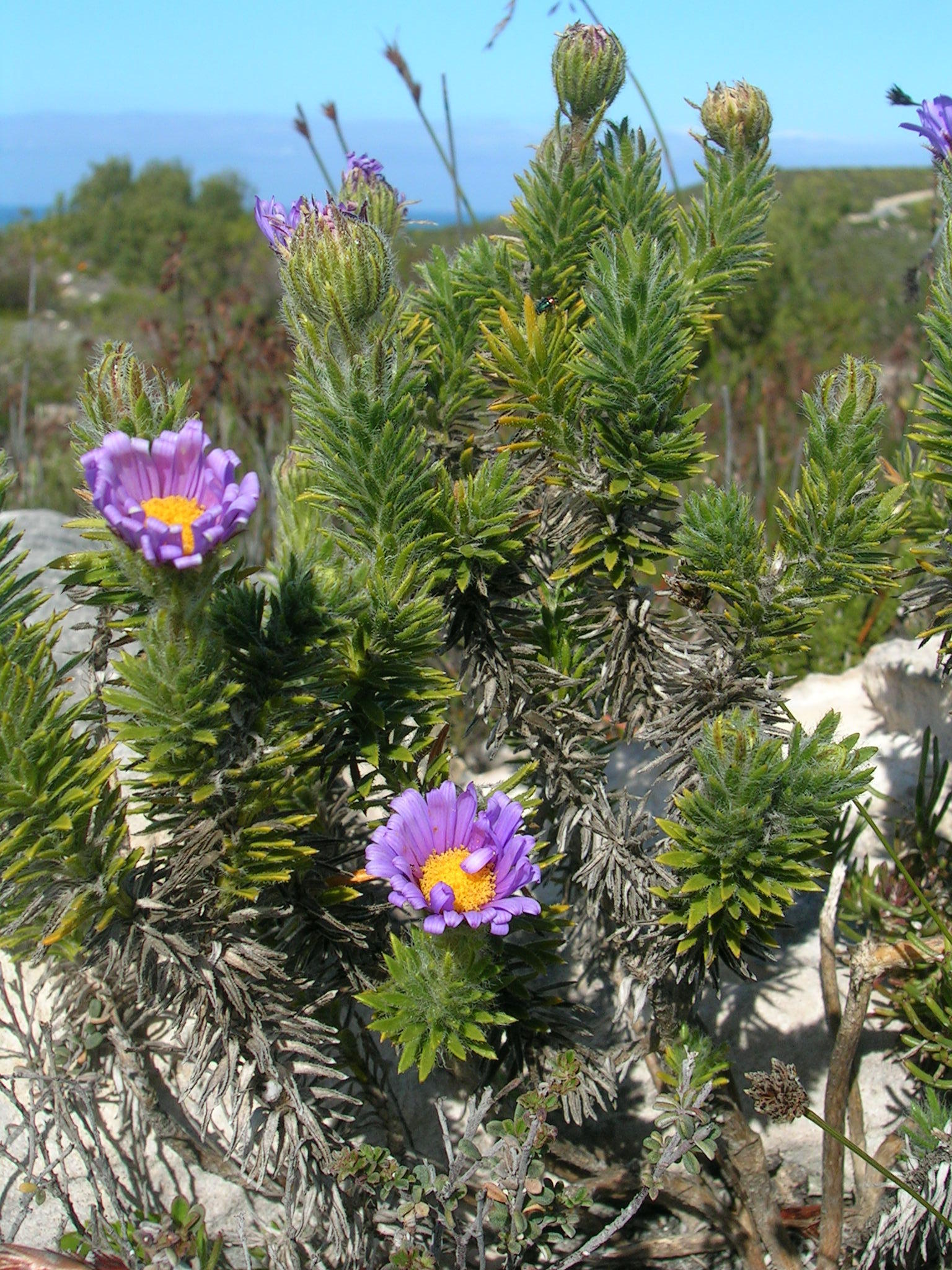
Felicia nordenstamii

O - P - Q - R - S
- Felicia odorata  Compton
- Felicia oleosa  Grau
- Felicia ovata  (Thunb.) Compton
- Felicia petiolata  N.E.Br.
- Felicia puberula  Grau
- Felicia quinquenervia  (Klatt) Grau
- Felicia rogersii  S.Moore
- Felicia rosulata  Yeo
- Felicia scabrida  (DC.) Range
- Felicia serrata  (Nees) Grau
- Felicia smaragdina  (S.Moore) Merxm.
- Felicia stenophylla  Grau

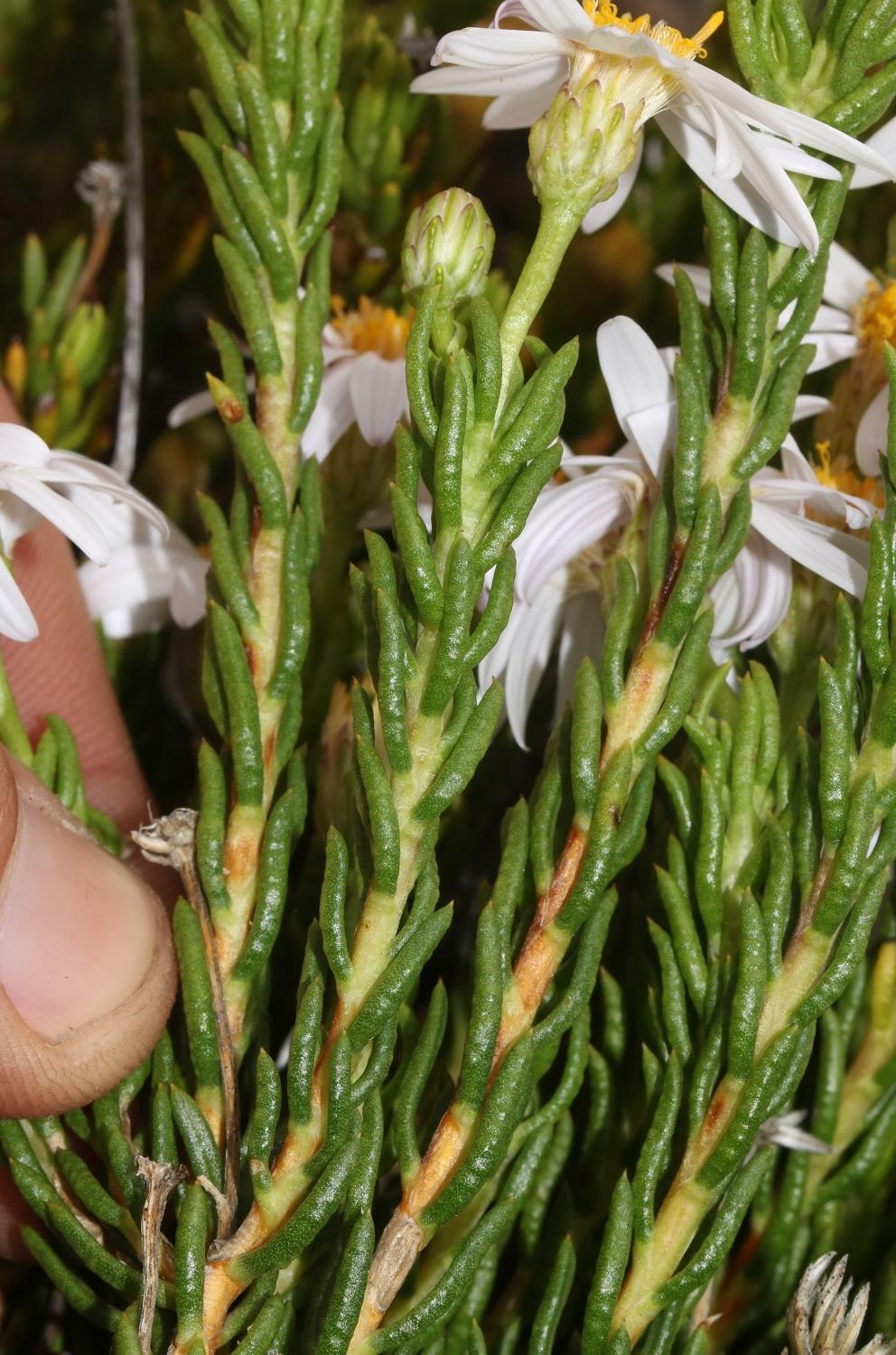
Felicia oleosa
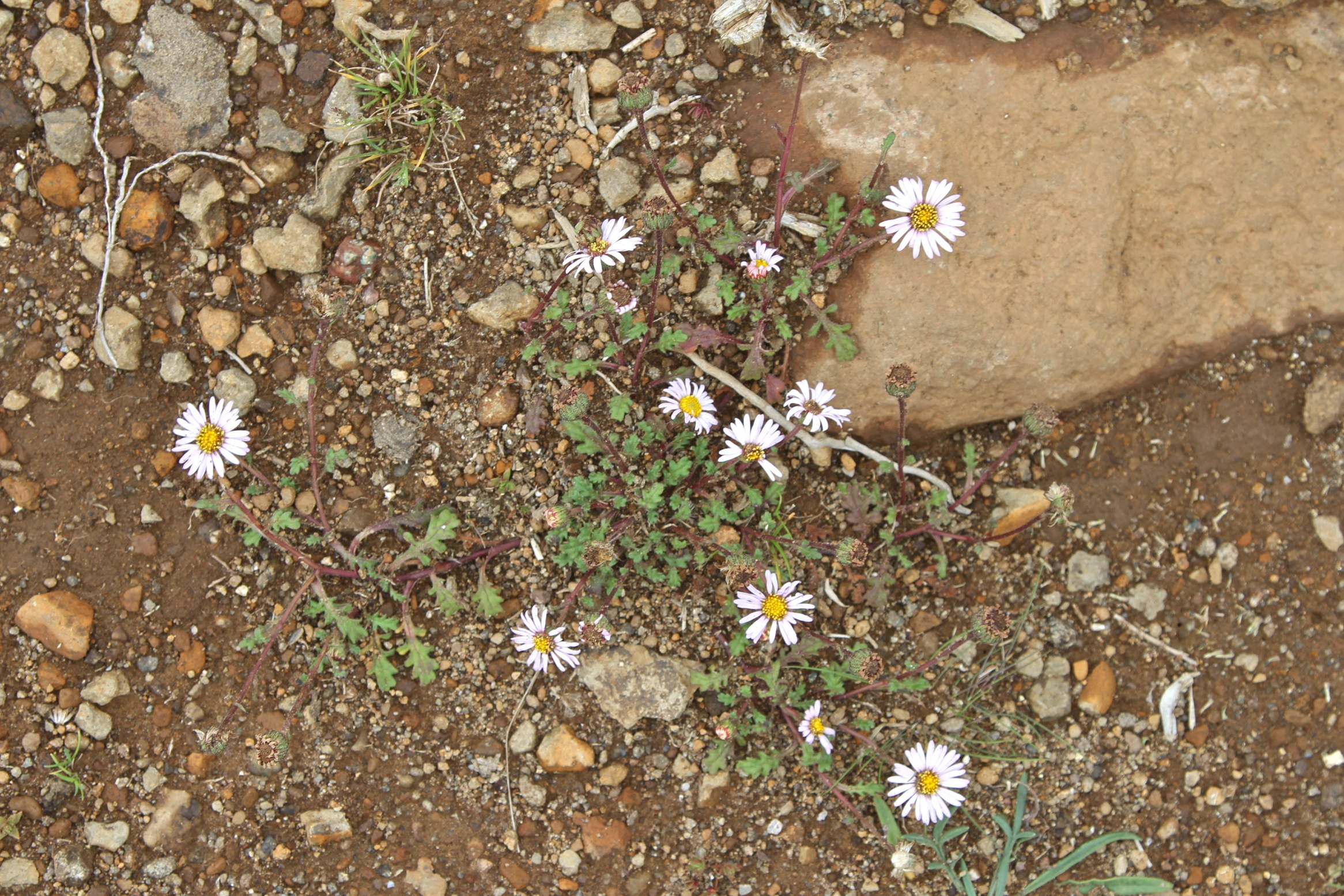
Felicia petiolata
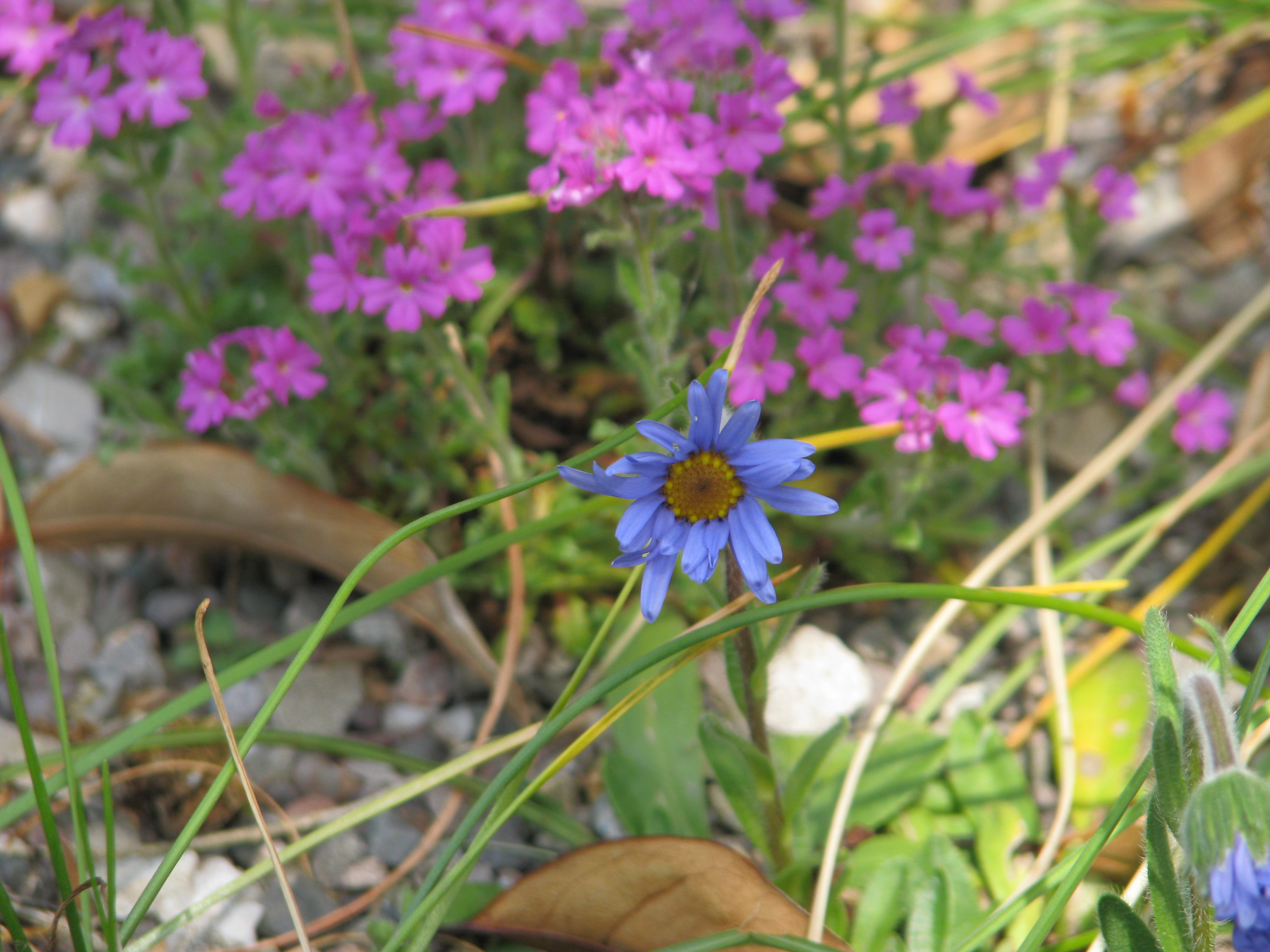
Felicia rosulata

T - U - V - W - Z
- Felicia tenella  (L.) Nees
- Felicia tenera  (DC.) Grau
- Felicia tsitsikamae  Grau
- Felicia uliginosa  Grau
- Felicia venusta  S.Moore
- Felicia welwitschii  (Hiern) Grau
- Felicia westiae  (Fourc.) Grau
- Felicia whitehillensis  Compton
- Felicia wrightii  Hilliard & B.L.Burtt
- Felicia zeyheri  Nees

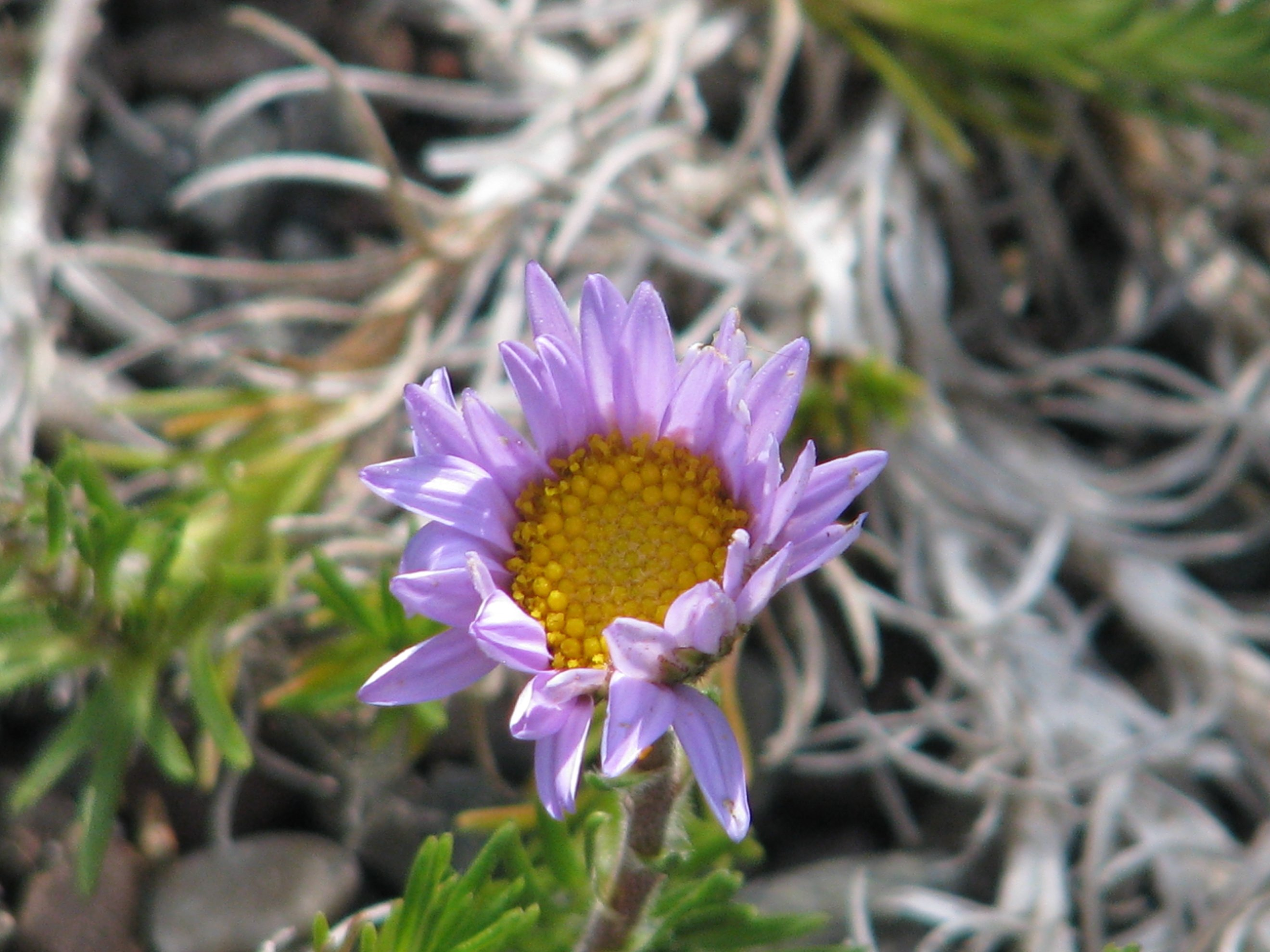
Felicia uliginosa

### Sinonimi
Sono elencati alcuni sinonimi per questa entità:
- Agathaea Cass.
- Asterosperma  Less.
- Caelestina  Hill
- Charieis  Cass.
- Detridium  Nees
- Detris  Adans.
- Fresenia  DC.
- Kaulfussia  Nees
- Munychia  Cass.